# 名鉄瀬戸線
瀬戸線（せとせん）は、愛知県名古屋市東区の栄町駅から同県瀬戸市の尾張瀬戸駅までを結ぶ名古屋鉄道（名鉄）の鉄道路線。
本記事では、かつてこの路線を運営していた瀬戸自動鉄道→瀬戸電気鉄道（名古屋鉄道に合併）についても述べる。

## 概要
名古屋中心部の栄にある栄町駅を起点とし、そこから東郊を経て瀬戸焼の産地である瀬戸市に達する近距離通勤路線である。大曽根駅 - 尾張瀬戸駅間では、ほぼ瀬戸街道（愛知県道61号名古屋瀬戸線）と矢田川に並行している。リニモや名鉄豊田線と同様に尾張丘陵を東西に進む路線であるが、地上区間は建設された時期が早いため、両線と比べると勾配は比較的なだらかである。
名古屋市営地下鉄、名古屋ガイドウェイバス、東海旅客鉄道（JR東海）、愛知環状鉄道と接続しているが、名鉄の他路線とは接続していない孤立路線であることもあり、改札口前等の案内標識では「名鉄瀬戸線」と路線名かつ会社名入りで強調して表記されていることが多い。また、瀬戸電気鉄道を前身としていることも相まって、名鉄の路線となった後も高齢の世代などからは瀬戸電（せとでん）と呼ばれることがある。

### 運賃計算
運賃計算区分はB（運賃計算に用いる距離は営業キロの1.15倍。計算方法は名古屋鉄道#運賃を参照）。孤立路線ではあるものの、運賃体系は他の名鉄の路線と同様となっている。
すべての駅でmanacaなどの交通系ICカード全国相互利用サービス対応カードが使用できる。
孤立路線ということから、かつては瀬戸線各駅と名鉄の他線の間を地下鉄などで別途移動して乗り継ぐ場合、前後の名鉄線の営業キロを通算する特例が栄町駅 - 名鉄名古屋駅・金山駅間（地下鉄鶴舞線を経由して上小田井駅や赤池駅から名鉄線へ直通する場合を除く）および大曽根駅 - 上飯田駅間（上飯田駅接続の場合は、瀬戸線各駅と小牧線、犬山線の犬山駅 - 新鵜沼駅間、各務原線、広見線及び八百津線〈2001年9月末まで〉の各駅相互間に限定）に設けられていた。この特例は通過連絡運輸ではないため、地下鉄などの他社線区間の運賃は含まれておらず、他社線分は別払いとなる。また、接続駅で連絡乗車券を自動改札機に入れても回収されなかった。乗車券は当日中に乗り継げば有効であった。
このほか、栄町駅 - 東大手駅の間に建設費回収のための加算運賃が設定されていた。営業キロの通算特例と加算運賃はともに、2006年（平成18年）12月16日のトランパス導入に合わせて廃止された。ただし営業キロの通算については、通学定期券のみ、その後に開業した西尾線南桜井駅利用の場合を除き、2009年（平成21年）12月15日購入分まで据え置かれて存続した。
瀬戸線と近鉄線、あおなみ線、豊橋鉄道渥美線、愛知環状鉄道線、リニモなどとの連絡定期券は購入できない。ただし、あおなみ線は名古屋市営地下鉄経由で3社局連絡にすれば名古屋市交通局で購入可能で、豊橋鉄道市内線やゆとりーとライン高架区間はバスと同様に扱われるため、瀬戸線の定期券と同一のmanacaに定期券情報を載せることができる。
manacaを利用する場合の乗継割引は瀬戸線と他の名鉄各線との間には適用されないが、名鉄バスとは最初に乗車してから90分以内に次の交通機関に乗り継げば乗継割引が適用される。
孤立路線であることから、本線系各駅周辺（犬山・知多半島・三河地方各地など）を目的地とする企画乗車券については瀬戸線各駅を発駅とするものが設定されていないことが多い（1DAYフリーきっぷとセットのものを除く）。

### 路線データ
営業中の区間（栄町 - 尾張瀬戸間）
- 路線距離（営業キロ）：20.6 km
- 建設主体：日本鉄道建設公団（現 独立行政法人 鉄道建設・運輸施設整備支援機構）（栄町 - 東大手間）
- 軌間：1,067 mm
- 駅数：20駅（起終点駅含む）
- 複線区間：全線
- 電化区間：全線（直流1,500 V）
- 閉塞方式：自動閉塞式
- 認可最高速度：100 km/h 

1976年（昭和51年）廃止区間（堀川 - （旧）東大手間、廃止時点）
- 路線距離（営業キロ）：1.9 km
- 軌間：1,067 mm
- 駅数：4駅（休止中の東大手駅含む）
- 複線区間：全線（ただしガントレットが存在した）
- 電化区間：全線（直流600 V）
- 閉塞方式：自動閉塞式
- 認可最高速度：70 km/h（ただし駅間距離が短く、半径60 mの急曲線も存在した）

## 歴史

### 開業
瀬戸においては古くから窯業（瀬戸焼）が盛んで貨物輸送の需要は高く、鉄道の敷設は悲願であったが、明治20年代に当時国が整備を進めていた中央本線の誘致には失敗してしまう。ただ、地元により「鉄道を敷設すれば接続点として中央本線に大曽根駅を開設する」との国の意向を取りつけたため、瀬戸 - 大曽根間の鉄道敷設の気運が高まった。
その結果、主に加藤杢左衛門 を中心した瀬戸の実業家らの出資により、瀬戸からの鉄道敷設が実現し、1905年（明治38年）4月2日、瀬戸自動鉄道として開業した。現在の名鉄の路線の中では、尾西線に次ぐ早期の開業であった。しかし、開業時においては、矢田川を渡る橋の架橋工事が困難をきわめ、瀬戸街道（愛知県道61号名古屋瀬戸線）沿いの瀬戸駅（現在の尾張瀬戸駅） - 矢田駅間14.6 kmの開業となった。翌1906年（明治39年）には大曽根駅まで開業する。ただし、中央本線大曽根駅の開業は後述の「外濠線」が開業する1911年（明治44年）まで待たなければならなかった。
開業当初は非電化で、セルポレー式蒸気動車で運行していた。これが日本初の気動車運行である（「日本の気動車史」も参照）。この蒸気動車は車両ごとにそれぞれA・B・C号と称し、瀬戸駅 - 矢田駅間を1時間半近くかけて走破していた。本数は1日わずか4往復であった。しかし、上り坂で動けなくなるなどの故障が続出したため、1906年（明治39年）に社名を瀬戸電気鉄道と変更し、翌1907年（明治40年）には全線を電化して電車の運転を開始した。ただし、当時は電力会社の名古屋電灯が夜間の電力需要に対応するべく毎日午後6時以降の電力供給を停止していたので、1910年（明治43年）に後に開業する喜多山駅の東側にあたる場所に自家発電所として火力発電所（2008年に解体撤去）が設けられるまでは、蒸気動車も引き続き使われていた。
このような経緯で開業したにも関わらず、中央本線の大曽根駅はなかなか開業されなかった。そのため、名古屋都心部への乗り入れを並行して進める必要があった。名古屋都心部への乗り入れの計画としては、名古屋城の外濠をルートとして利用する「外濠線」や車道沿いに新堀川に至る「車道線」などが計画されていた。これらのうち、瀬戸からの陶器など貨物を堀川を運航する貨物船へ積み替えるため、「外濠線」が建設されることとなった。『瀬戸市史』によると、1908年（明治41年）2月に日本陸軍に提出した当初の計画では、大曽根から清水町を経由して東大手門から三の丸に入り、第三師団司令部前を通って堀川へ到り、併せて巾下門と本町門へ分岐する路線と駅を設ける計画であった。しかし、当時は三の丸に陸軍の施設があったため、軍事上支障があるとして城郭内への路線敷設は認められなかった。これを受けて翌1909年（明治42年）8月に改めて名古屋城の外濠を通るルートで出願し、12月に認可された。
まず、1911年（明治44年）5月23日、大曽根駅 - 土居下駅間が開業した。この延伸区間は当時の名古屋市街地の北端に沿って敷設されたため、用地買収が安く済んだ。同じ年の9月には御園駅まで延伸した。この外濠区間はほとんど用地買収の必要がなかったが、名古屋城の外濠に線路を通すという特殊な条件から、ガントレットと呼ばれる単複線やサンチャインカーブと呼ばれる半径60 mの急曲線など特殊な線形が採用された。この外濠を通る区間は「お濠電車」とも呼ばれ、その後長く親しまれた。これに先立つ同年4月9日には中央本線大曽根駅も開業しており、これにより、大曽根駅で中央本線へ、堀川で水運へとの連絡を実現し、瀬戸線は、名古屋や瀬戸の貨物輸送に大きな力を発揮するようになった。
このほか、開業当時には小牧線（大曽根 - 小牧間、1907年〈明治40年〉特許申請→1914年〈大正3年〉不許可）、龍泉寺線（小幡 - 龍泉寺 間、1912年〈明治45年〉特許申請→1914年〈大正3年〉取得）、品野線（瀬戸 - 品野間、1912年〈明治45年〉特許申請→1912年〈大正元年〉取得）、瀬戸町内線（1912年〈明治45年〉特許申請→1914年〈大正3年〉取得）などの新線建設が計画されていた（取得した特許はいずれも1916年〈大正5年〉に失効）。
瀬戸電気鉄道の本社は大曽根駅に設置され、1917年（大正6年）に建築された本社社屋は同駅の駅舎を兼ねたモダンな建物であり、名鉄合併後も後述する矢田駅 - 森下駅間の高架化事業の完成により解体されるまで駅舎として利用されていた。

### 名鉄合併と戦争
名古屋市が市内の路面電車を買収し名古屋市電気局による全面市営化を進めていた1921年（大正10年）4月13日、軌道法による軌道から地方鉄道法による鉄道に変更した。これに伴い、従来あった停留場を整理し、計29駅として整備した。
その後、瀬戸電は輸送力の増強と設備の近代化を図り、1929年（昭和4年）12月までに、土居下駅より先のお濠電車区間のガントレット3カ所を除き、全線が複線化された。また開業以来、貨物輸送が収入の大きな割合を占めていたため、沿線の好況は瀬戸線の増収に結びついていった。
しかし、瀬戸市内の国鉄バス（岡多線）や瀬戸街道の民営バスなど沿線へのバス路線の拡張や、昭和恐慌による瀬戸の窯業の不況のあおりなどを受けて、業績は急速に悪化した。日中戦争の長期化による鉄道輸送統制強化として国の陸上交通事業調整法の制定や行政指導もあって、名岐鉄道と愛知電気鉄道の合併による1935年（昭和10年）名古屋鉄道の誕生と機を一にして、1939年（昭和14年）、瀬戸電気鉄道は名古屋鉄道と合併し、同社の瀬戸線となった。
第二次世界大戦中には、運行効率を上げるため、多くの駅が休止または廃止に追い込まれた。1943年（昭和18年）2月には土居下駅 - 大津町駅間のガントレットが撤去され、この区間の完全複線化が完成した。また、瀬戸市内の愛知航空機への工員輸送の強化を目的として、終戦直前の1945年（昭和20年）8月13日に森下駅付近を通る市電高岳線に乗り入れ、名古屋駅 - 尾張瀬戸駅間の直通運転が検討された。だが同月25日の運転開始を前に終戦を迎えたため未実施に終わった。

### 戦後600V時代
瀬戸線の路線施設はあまり空襲の被害を受けなかったため、太平洋戦争が終わると早期に運行が再開された。しかし、1948年（昭和23年）1月5日、大森駅（現：大森・金城学院前駅）東側で多数の初詣客を乗せた車両が横転するという脱線転覆事故が発生し、多数の死傷者が出る瀬戸線史上最悪の惨事となってしまう。
これを受けて線形改良、軌道線並みの低いプラットホーム高の嵩上げなどの近代化が進められたが、唯一の単線区間となってしまった本町駅のガントレットや急カーブなど、輸送上のネックとなっていたお濠電車の特殊な区間は残った。また名鉄は戦後すぐの復興計画で、瀬戸線を名古屋市の郊外線として重視すべきと位置付け、その改良のためには孤立線区で他線区と統一した扱いができていないことを改め、なるべく早く名古屋本線もしくは大曽根線と連絡を完成させる、すなわち名古屋市の都心への乗り入れを、抜本的に改良した新ルートで実現することを最重要課題と位置付けた。
しかし名古屋市内の新線建設については、1936年（昭和11年）に地下鉄の整備計画を策定していた名古屋市と調整を行う必要があった。そこで名鉄は、名古屋市や戦災復興院などと名古屋市内の鉄道整備に関する協定を結び、それを受け、名古屋復興都市計画高速度鉄道路線網が取りまとめられ、1950年（昭和25年）1月、都市計画決定がされた。その中で瀬戸線は、4号線と大曽根駅で相互直通運転を行うものとされた。4号線は、水分橋駅（現、味鋺駅付近）で小牧線（旧大曽根線）と相互直通運転を行い、大曽根駅を経由し、市役所裏駅（現、東大手駅付近）まで達する路線の計画で、市役所裏駅で、新川橋駅 - 石川町駅（現、石川橋付近）間を計画していた2号線と接続することになっていた。
この都市計画決定を踏まえ、大曽根駅 - 清水駅間は、1956年（昭和31年）、大曽根地区の戦災復興の土地区画整理の進捗に合わせて、名古屋市が鉄道用地として先行取得していた土地を譲り受け、社宮祠と駅前の両駅を廃止の上、全く新しく線路を敷設し直した（旧経路は、東区と北区の区界などとしてその痕跡を見ることができる）。更に名古屋市の地下鉄は1953年（昭和28年）に1,435 mm軌間で建設する方針が決定しており、名鉄側は市の照会に対しても瀬戸線を合わせて改軌し、大津町駅付近で乗り入れるとの意向を示し、一部区間では標準軌に対応した枕木の交換も実施するなど、他線との連絡ではなく名古屋都心への乗り入れ実現を優先した施策を実施した。
しかしその後、地下鉄の第三軌条方式採用や建築資金の分担の問題などから、相互直通運転を前提とした整備計画は暗礁に乗り上げていった。1961年（昭和36年）には、都市交通審議会名古屋部会答申において見直しがなされた。この答申には、大曽根からの東方への延伸部分を八事、金山を結ぶ4号線として計画する一方（現在の名城線の環状化の原型）、市役所 - 大曽根間については、同答申の2号線（現在の名城線・名港線の原型となる計画）の一部としつつ、含みを持たせ瀬戸線の乗り入れについての結論は保留されていた。名古屋鉄道は、その後も2号線への瀬戸線の乗り入れについて、名古屋市と協議を続けた。しかし、市内の鉄道整備を独自に行おうとする姿勢が強く、さらに地下鉄の環状化を考えた場合の線路容量も危惧した名古屋市とは折り合わず、結局この協議は、1962年（昭和37年）に名古屋市長の杉戸清が名古屋鉄道に対し、文章で「都市高速鉄道と、郊外鉄道とは、おのずからその性格を異にするものである関係から、名鉄瀬戸線と線路を共有するような計画は、基本的には好ましくない」という結論を伝えたことで頓挫してしまう。

### 1,500V昇圧と栄町乗り入れ

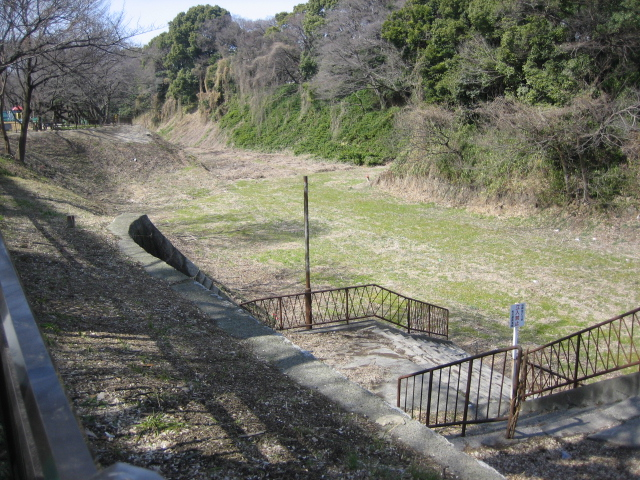
大津町駅跡

路線整備が模索されていた時期、瀬戸線を走っていた車両は各線区の1,500 V昇圧で追われたモ200形やモ600形などの木造車や、瀬戸電生え抜きのモ560形やク2200形を含めた初期半鋼製車だった。これらは全車乗降ドアが手動式で、車体長は長くても15メートル級の車両ばかりと、名古屋市内を走る路線としては整備が著しく遅れていた。
そこで市営地下鉄への乗り入れが断念された後、1965年（昭和40年）の秋から1966年（昭和41年）初頭にかけて、初期半鋼製車のうち16メートル級で、急曲線の残る瀬戸線でも運用可能なク2330形やク2300形・2320形を転属させ、元々電動車だったク2330形に対し、モ600形の廃車発生品で電装してモ900形とするなど、整備を実施して投入。これによりまず木造車が一掃された。続く1966年3月16日のダイヤ改正では、全体的なスピードアップと同時に、これら転入車の中からパノラマカーと同様のスカーレット色に塗装された専用車を用意し、堀川（堀川 - 大津町間は平日の朝のみ）・大津町駅 - 尾張瀬戸駅間で毎時2本の特急を設定した。この特急は三郷駅と大曽根駅のみを停車駅とする、かなり極端な設定であったが、都会のローカル線と化していた瀬戸線の活性化が進み、1968年（昭和43年）3月20日のダイヤ改正では特急が毎時3本に増強され、特急通過駅利用者の便を図るため、急行を廃止して準急を設定した。
しかしダイヤ改正の直前である1968年（昭和43年）2月1日に、都心部への乗り換え駅として主に機能していた大津町駅に隣接する、市電の大津橋停留場が廃止された。既に開通していた地下鉄名城線の市役所前駅が代替交通となったが、名古屋市は市役所前駅 - 大曽根駅間の路線建設に向け、既に1967年（昭和42年）5月に鉄道事業免許の申請を行っていた。この路線は運輸省から瀬戸線と並行路線となる必要性を問われ、1968年3月に名古屋市北部の住民の都心への交通網とする目的で、黒川駅経由の北側大回りにルートを変更することで認可されたが、名古屋都心部への乗客の多くが大曽根駅で乗り換える可能性が生じた。
名鉄はこのような状況から瀬戸線独自での都心部への乗り入れを急務とし、建設大臣に対して1968年8月29日に東大手駅（当時休止中） - 栄町間について独自に地下線を敷設する申請を行い、名古屋市にも申し入れを行った。名古屋市議会での審議は難航したが、1971年（昭和46年）11月22日に、建築交通部会が栄乗り入れを認めるべきと結論し、これを受けて名鉄と名古屋市の間では再度の協議が行われた。その結果、新三河鉄道時代から名鉄が保有していた八事 - 挙母町間の免許のうち、八事 - 赤池間の免許を、同区間の路線（現：地下鉄鶴舞線）を計画していた名古屋市に譲渡する見返りに、その路線は名鉄の免許として残る区間、すなわち赤池 - 豊田市間の路線（豊田線）及び犬山線との相互乗り入れを行うこと、そして名鉄が瀬戸線の栄への地下新線を建設することを名古屋市が認める協定が、名古屋市と名鉄の間で締結された。
この協定に基づき、1972年（昭和47年）5月18日付で一連の路線免許が認可され、名鉄は栄までの路線免許を取得した。また名古屋市の都市交通審議会は、瀬戸線の新線建設計画と後述する大曽根駅付近など名古屋市内の他の部分の高架化計画を、昭和47年の答申において、他の地下鉄整備計画と並んで高速度鉄道9号線と位置付けた（ただし、栄町駅 - 矢田駅間の整備終了後に出された平成4年運輸政策審議会答申「名古屋圏における高速鉄道を中心とする交通網の整備に関する基本計画について」ではそのような位置付けはなくなっている）。
栄延伸が決まると、名鉄は昇圧を待たずに瀬戸線のさらなる活性化のために既存車輛よりも大型かつ新しい車体をもち、木造車の機器流用のHL車だったため降圧が容易だった3700系10両を、路線側の設備が完了した1973年（昭和48年）8月1日から投入して、手動ドアの旧式車輛を一掃した。そして栄乗り入れ工事の起工式が1976年（昭和51年）1月30日に実施され、その工事開始に伴って工事に支障する「お濠電車」区間は廃止、終着駅となった土居下駅は堀の外の仮設駅に移転し、堀川駅 - 土居下駅間は、同年2月14日から代替バスでの運行となった。また全線で昇圧対応工事も始まり、各駅のホームの嵩上げや4両編成に対応するための延伸工事、尾張旭への変電所新設、重軌条化や道床強化が実施された。また1977年（昭和52年）3月20日のダイヤ改正で、名鉄が「特急」を「座席指定特急」のみに限定することとしたため、本線に比べて最高速度の低い瀬戸線の最上位種別は「急行」に変更された。
1978年（昭和53年）になると2月15日に貨物営業が廃止され、同年3月19日、架線電圧の1,500 Vへの昇圧、新造車6600系や地下線対応改造された3780系などによる車両の全面的な更新が行われた。そして同年8月20日、地下線開業で名鉄長年の悲願であった瀬戸線の都心乗り入れを果たした。都心乗り入れ区間の終着駅である栄の駅は、地下鉄が1966年6月1日まで使用していた名称である栄町とした。栄乗り入れにあたっては、テレビ塔周辺の久屋大通公園の整備も同時に行われ、栄町駅に接続するセントラルパーク地下街も開業した。ダイヤについては事前に乗車効率が調査され、名鉄史上初めてラッシュ時のパターンダイヤを設定した。準急は喜多山駅 - 尾張瀬戸駅間は各駅に停車する設定に変更した上で、朝は準急及び普通（栄町駅 - 喜多山駅間、一部は三郷まで運転）で各12分間隔、日中は急行30分・普通15分間隔、夕方は準急及び普通（栄町駅 - 喜多山駅間、一部は三郷まで運転）で各15分間隔のダイヤとなった。
栄乗り入れは瀬戸線の利用者を急増させ、ドル箱路線に転じさせるととも名鉄は利用者増の対応に追われた。1985年までに断続的に転属車を投入してラッシュ時だけでなく昼間も全列車4両化の実施、全車ロングシート化、1986年3月21日改正では6750系投入で朝は準急及び普通が各10分間隔に、1988年7月8日改正では沿線人口増加に伴う20時以降の増発、1990年代には6750系2次車と6000系導入でHL車の淘汰と全車3扉化によるスピードアップ、と次々に施策が行われ、ついに2000年6月10日改正では朝ラッシュの準急運転を取りやめ、ピーク時は普通のみが4分間隔で走るまで高密度化した。瀬戸線は地価高騰に泣いていた名古屋市民の人口流出を後押ししただけでなく、大曽根駅一帯などの地域再開発を加速させる格好となった。
なお、栄町への乗り入れに伴い、建設費用回収のため栄町駅 - 東大手駅間内または同区間に跨って利用する場合はキロ程で算出された運賃に別途全乗車区間のキロ程に応じて大人の普通運賃の場合で40 - 60円を加える加算運賃の制度が導入された。加算運賃は1995年（平成7年）9月1日の運賃改定から一律30円（大人）に引き下げられ、その後2006年（平成18年）12月16日の運賃制度改定（前述）で廃止された。

### 名古屋市内高架化と駅集中管理システムの導入
大曽根 - 矢田間は、旧瀬戸街道（現在の矢田本通商店街）沿いの経路を通っていたが、ここは江戸時代の矢田川の河道に沿ったところでもあり、大雨が降ると中央本線のアンダークロス部分を中心に線路が浸水し、運行に支障が生じることがよくあった。また、大曽根駅北側の踏切は東大曽根六叉路交差点（現在は五叉路）のすぐ東側にあって、ラッシュ時の東大曽根交差点の道路の渋滞は深刻なものになっていた。そこで土居下 - 大曽根間の立体工事、特に大曽根駅周辺の瀬戸線の高架化整備が急がれ、周辺の土地区画整理事業の進捗とあいまって、1983年（昭和58年）に森下 - 矢田間が高架化され、大曽根 - 矢田間についてはルートも中央本線をオーバークロスする北側大回りに変更した。これに伴い、瀬戸電気鉄道の本社として建設された大曽根駅駅舎は解体された。
1990年（平成2年）9月30日 には、国道19号と空港線（国道41号）を跨ぐ東大手駅 - 森下駅間が高架化された。これにより、両国道の渋滞の原因となっていた踏切が廃止された。また、車両の冷房化率が100 %となった。
その後、尾張旭駅（1994年〈平成6年〉移転新築）、印場駅（1995年〈平成7年〉再開）、小幡駅（1999年〈平成11年〉改築）、尾張瀬戸駅（2001年〈平成13年〉移転新築）などの設備の改善が進められた。
2006年（平成18年）には駅集中管理システムが導入され、主要駅を除き多くの駅が大曽根駅から遠隔管理される無人駅となった。また、ストアードフェアシステムが導入され、全駅でトランパスが利用できるようになった。なおこれに際して、運賃制度にも変更が加えられている（前述）。
2007年（平成19年）6月30日には、戦後長く使用されてきた喜多山検車区が廃止され、尾張旭検車区が供用を開始した。併せて検車・保線業務については、入換・牽引用電気機関車や貨車を全廃し、機械扱いの機材への置き換えが行われた。
2008年（平成20年）、4000系の導入 が開始され、1,500 V昇圧以来30年ぶりに、車両の全面的な更新が始まった。

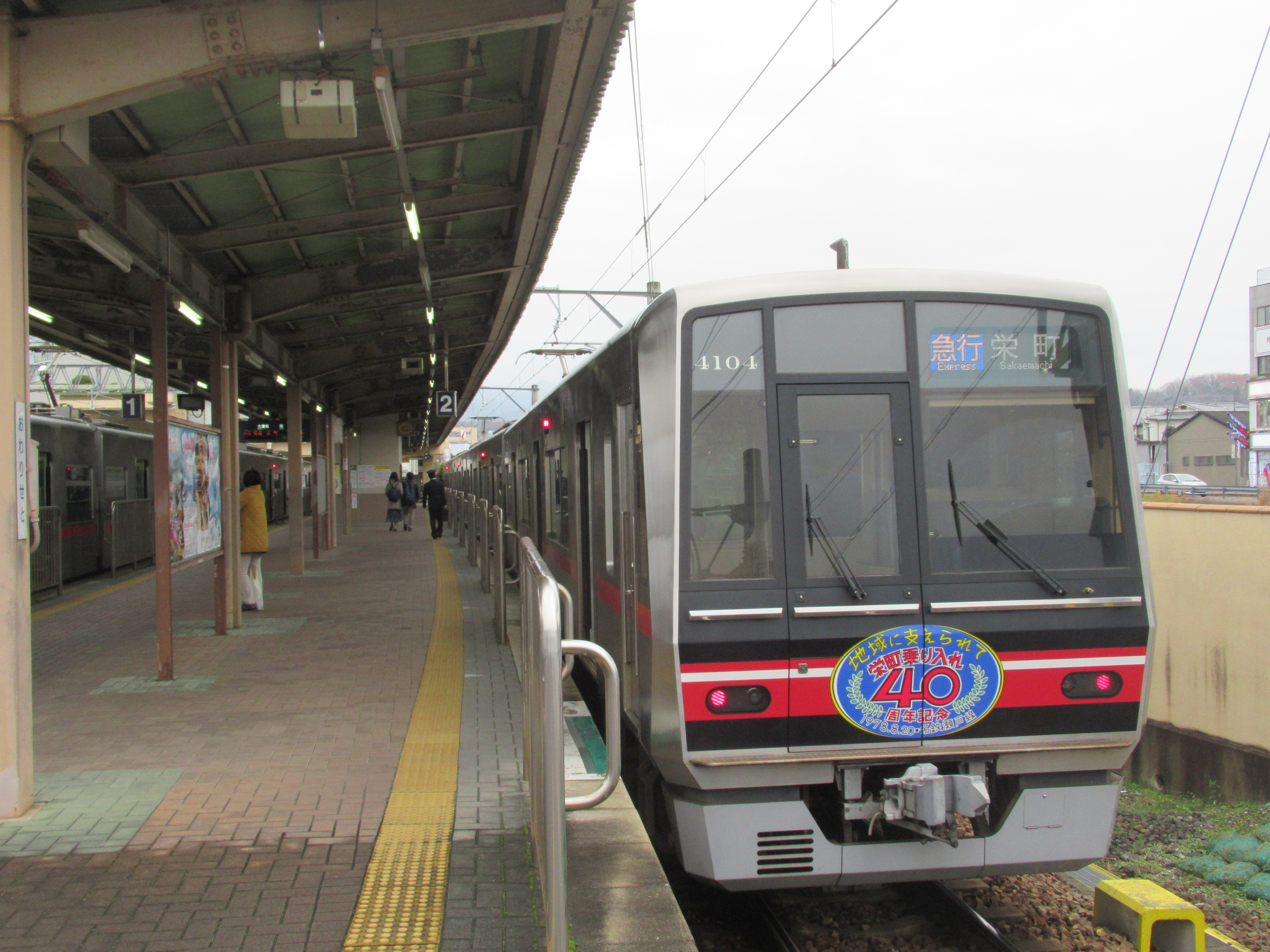
栄町乗り入れ40周年記念列車

現在、検車区廃止後の喜多山駅の高架駅化と、瀬戸街道（愛知県道61号名古屋瀬戸線）と環状2号（国道302号）上の踏切の立体化を中心とした小幡 - 大森・金城学院前間(1.9 km)の高架化事業が進捗中である。当初は2013年（平成25年）度末（2014年3月）の完成を目指していたが、同年度末になっても工事の第1段階である仮道の整備もできていない状態で工事は遅れ、 まず2022年（令和4年）3月19日に上り線が高架化された。下り線は2025年（令和7年）7月26日に高架化され、喜多山駅の下り副本線整備を含めた完成は2026年（令和8年）度を目標としている。

### 年表
- 1901年（明治34年）5月16日 - 軌道特許状下付（西春日井郡六郷村-東春日井郡瀬戸町間）[40]。
- 1902年（明治35年）3月17日 - 瀬戸自動鉄道株式会社設立（取締役会長 加藤杢左衛門）[41][42]。
- 1905年（明治38年）4月2日 - 瀬戸自動鉄道により矢田・瀬戸（現在の尾張瀬戸）間が開業[43]。
- 1906年（明治39年）
  - 3月1日 - 大曽根・矢田間が開業[44]。
  - 12月18日 - 瀬戸自動鉄道が瀬戸電気鉄道に社名変更[45]。
- 1907年（明治40年）3月17日 - 大曽根・瀬戸間が電化。電車運転開始[46]。
- 1909年（明治42年）12月25日 - 軌道特許状下付（西春日井郡六郷村-名古屋市西区南外堀町間）[40]。
- 1911年（明治44年）
  - 5月23日 - 土居下・大曽根間が開業[44]。
  - 7月25日 - 軌道特許状下付（西春日井郡六郷村地内）[40]。
  - 9月 - 御園・土居下間開業[44]。
  - 10月1日 - 東大手駅、久屋駅、本町駅開業[44]。
- 1912年（明治45年 / 大正元年）
  - この年以前 - 志談味通駅（後の霞ヶ丘駅と同位置）、桜川駅開業[44]。
  - 8月10日 - 軌道特許状下付（西春日井郡六郷村地内）[40]。
  - 11月 - 大曽根駅に中央本線との貨物連絡線設置[44]。
  - 12月18日 - 鉄道免許状下付（東春日井郡瀬戸町字刎田-同郡品野村大字品野 動力蒸気 軌間 762 mm）[47]。
- 1913年（大正2年）
  - 7月15日 - 駅前駅開業[44][48]。
  - 11月1日 - 御園・大曽根間が複線化[49]。
- 1914年（大正3年）12月23日 - 軌道特許状下付（東春日井郡瀬戸町一ノ坪-同町字刎田間、同郡守山町-志段味村間、西春日井郡六郷村-相愛知郡東山村間）[50]。
- 1914年（大正3年）以降 - 娯楽園駅開業[44]。
- 1915年（大正4年）
  - この年以前 - 桜川駅廃止[44]。
  - この年以降 - 師範下駅（師範学校下駅）廃止[44]。
  - 1月18日 - 御園御門東から終点までの6鎖（約120 m）が開通して全通、堀川駅開業[49]。
  - 6月16日 - 森下駅開業[44][48]。
- 1916年（大正5年）8月16日 - 鉄道免許失効（1912年〈大正元年〉12月18日免許 東春日井郡瀬戸町字刎田-同郡品野村大字品野 指定ノ期限内ニ工事施工認可申請ヲ為ササルタメ）軌道特許失効（1914年〈大正3年〉12月23日軌道特許 東春日井郡瀬戸町一ノ坪 - 同町字刎田間、同郡守山町-志段味村間、西春日井郡六郷村-愛知郡東山村間 指定ノ期限内ニ電気事業経営許可及工事施工認可ノ申請ヲ為ササルタメ）[50]。
- 1920年（大正9年）8月13日 - 鉄道免許状下付（名古屋市西区南外堀町-東春日井郡瀬戸町間）[51][52]。
- 1921年（大正10年）
  - この年以前 - 御園駅、志談味通駅廃止[44]。
  - 2月15日 - 大曽根・小幡間（矢田川橋梁除く）が複線化[46]。
  - 2月19日 - 瀬戸駅を尾張瀬戸駅に改称[44]。
  - 4月13日 - 全線を軌道法による軌道から地方鉄道法による鉄道に変更[40][53]。守山口駅開業[44][48]。
- 1922年（大正11年）4月1日 - 新居駅を旭新居駅に改称[54][55]。
- 1923年（大正12年）以降 - 娯楽園駅廃止[44][注釈 15]。
- 1924年（大正13年）12月17日 - 三郷・根ノ鼻（後に廃止）間が複線化[46]。
- 1926年（大正15年）5月26日 - 娯楽園駅跡地付近に大津町駅を仮設[56][44]。
- 1927年（昭和2年）
  - この年以前 - 学園前駅廃止[44]。
  - 2月1日 - 横山駅開業[44][48]および横山・尾張瀬戸間が複線化[46]。
  - 7月1日 - 喜多山信号所が駅に昇格[54]。霞ヶ丘駅開業[44][48]。
  - 7月2日 - 小幡・印場間が複線化[46]。
  - 11月11日 - 印場・三郷間が複線化[46]。
- 1928年（昭和3年）12月27日 - 根ノ鼻・横山間が複線化[46]。
- 1929年（昭和4年）12月 - 矢田川橋梁が複線化[57]。
- 1930年（昭和5年） - 大津町駅が正式開業[44]。
- 1935年（昭和10年）6月1日 - 横山駅を尾張横山駅に改称[44]。
- 1936年（昭和11年）6月3日 - 瓢簞山駅開業[44][48]。
- 1939年（昭和14年）
  - （名鉄合併前） - 久屋橋架替により複線幅が確保されガントレットが解消される[49]。
  - 9月1日 - 名古屋鉄道が瀬戸電気鉄道を合併、瀬戸線となる[45]。
- 1941年（昭和16年）
  - 2月10日 - 聯隊前駅を二十軒家駅に改称[44]。
  - 2月24日 - 久屋駅、坂下駅廃止[44]。
- 1942年（昭和17年）
  - この年以前 - 聾石駅廃止[44]。
  - 4月頃 - 旭前駅開業[44]。
- 1943年（昭和18年）2月[13]- 清水橋の支間が拡幅されてガントレット（大手信号所[58]）が解消された他、土居下・柳原信号所[58]間の単線区間も複線化される[49]。
- 1944年（昭和19年） - 東大手駅、社宮祠駅、駅前駅、守山口駅、瓢簞山駅、笠寺道駅、小幡原駅、霞ヶ丘駅、印場駅、平池駅、根ノ鼻駅休止[44]。
- 1945年（昭和20年）頃 - 今村駅を水野駅に改称[44]。
- 1946年（昭和21年）
  - 6月1日 - 二十軒家駅を守山町駅に改称[44]。
  - 9月1日 - 喜多山車両検査工場開設。
  - 9月15日 - 瓢簞山駅営業再開[44]。
- 1948年（昭和23年）1月5日 - 印場・大森間で名鉄瀬戸線脱線転覆事故発生。瀬戸線史上最悪の惨事となる。
- 1955年（昭和30年）2月1日 - 守山町駅を守山市駅に改称[44]。
- 1956年（昭和31年）10月15日 - 大曽根・清水間の路線を敷設し直す。休止中の社宮祠駅、駅前駅廃止[59]。
- 1958年（昭和33年）1月20日 - 追分駅を瀬戸市役所前駅に改称[44]。
- 1966年（昭和41年）3月15日 - 守山市駅を守山自衛隊前駅に改称[44]。
- 1969年（昭和44年）4月5日 - 休止中の守山口駅、笠寺道駅、小幡原駅、霞ヶ丘駅、印場駅、平池駅、根ノ鼻駅廃止[44]。
- 1971年（昭和46年）11月1日 - 旭新居駅を尾張旭駅に、尾張横山駅を新瀬戸駅に改称[44]。
- 1976年（昭和51年）2月15日 - 栄町地下線建設のため堀川 - 東大手（1944年〈昭和19年〉から休止中）間が廃止[44]、東大手 - 土居下間が休止。
- 1978年（昭和53年）
  - 2月15日 - 貨物営業廃止。
  - 3月19日 - 架線電圧を600 Vから1,500 Vに昇圧。6600系、3730系、3770系、3780系の営業運転開始。最高速度を70 km/hから85 km/hに向上。
  - 8月20日 - 栄町・東大手間の地下新線が開業。東大手・土居下間が経路変更、営業再開。東大手駅営業再開、土居下駅廃止[44]。栄町・東大手間に対して加算運賃を設定。一部の列車において4両編成での運転を開始。栄町駅、東大手駅には、地下新線開業時から自動改札機を設置。
- 1983年（昭和58年）8月21日 - 森下・矢田間が高架化[32]。0.1 km延長。
- 1986年（昭和61年）- 6750系営業運転開始。
- 1989年（平成元年）12月10日 - 東大手・森下間の上り線が立体交差化[60]。
- 1990年（平成2年）
  - 6750系20両の増備とそれにともなう非冷房車（3730系・3770系）全廃により、冷房化率100 %達成。
  - 9月30日 - 東大手・森下間の下り線が立体交差化され、完成[33]。
- 1992年（平成4年）11月14日 - 大森駅を大森・金城学院前駅に改称[44]。
- 1995年（平成7年）
  - 本線系より6000系16両が転入。
  - 12月22日 - 印場駅再開業[61][62]。
- 1996年（平成8年）6月8日 - 本線系からの6000系12両転入とそれによる3780系全廃にともなうダイヤ改正。全列車3ドア車での運転となり、スピードアップが実施された。
- 2000年（平成12年）6月10日 - 本線系からの6000系8両の転入によるダイヤ改正。この時より、平日朝ラッシュ時間帯の運転パターンが普通のみの4分間隔での運転となった。また、平・休日に関わらず昼の時間帯に尾張旭折り返しの準急が毎時2往復増発され、1時間当たり急行・準急各2往復と普通4往復のダイヤパターンとなった。
- 2001年（平成13年）4月14日 - 尾張瀬戸駅が移転。0.1 km延長。
- 2003年（平成15年）3月27日 - ダイヤ改正により、昼の運転パターンが見直され、準急を尾張瀬戸まで延長する代わりに普通の半数が尾張旭折り返しとなり、尾張旭で急行と接続するダイヤパターンとなった。また、大曽根駅と小牧線上飯田駅との通過連絡運輸措置の廃止。
- 2005年（平成17年）1月29日 - 瓢簞山駅の表記を「瓢箪山」に変更（正字から略字の「箪」に）[44]。ダイヤ改正により、水野駅、瀬戸市役所前駅を急行停車駅に格上げ。これにより、急行は尾張旭 - 尾張瀬戸間の各駅に停車するようになった。
- 2006年（平成18年）
  - 7月25日 - 尼ヶ坂駅を皮切りに駅集中管理システムを順次稼働開始（同年12月16日までに急行通過駅と瀬戸市役所前駅・水野駅に導入）。
  - 12月16日 - 栄町駅乗り入れ時の加算運賃と通過連絡運輸措置の廃止に伴う運賃改定実施。トランパス導入。
- 2007年（平成19年）6月30日 - 尾張旭検車区の供用開始に伴い、喜多山検車区が廃止。
- 2008年（平成20年）10月1日 - 4000系車両営業運行開始。
- 2011年（平成23年）
  - 2月11日 - ICカード乗車券「manaca」供用開始。
  - 3月26日 - ダイヤ改正により栄町発の尾張瀬戸行き最終が9分、喜多山行き最終が8分繰り下げ[63]。また、この改正までに6750系車両が全車営業運転を終了し、名鉄から吊り掛け駆動の旅客車両が消滅する。
- 2012年 （平成24年）2月29日 - トランパス供用終了。
- 2013年 （平成25年）3月3日 - 6600系のさよなら運転を実施。
- 2014年 （平成26年）4月6日 - 6000系のさよなら運転を実施。瀬戸線の営業用車両が4000系に統一。
- 2016年（平成28年）9月17日 - 喜多山駅仮線切り替えに伴うダイヤ修正。全線での所要時間が約1分伸長。3300系車両営業運行開始。
- 2021年（令和3年）
  - 5月22日 - ダイヤ改正により日中の急行を削減し、尾張旭駅折り返しの普通を尾張瀬戸駅まで延長[64]。
  - 10月30日 - ダイヤ改正により前改正で急行の削減された時間帯における準急を普通へ格下げ。これにより該当時間帯における準急通過駅の停車本数が毎時4本から6本に増加した。
- 2022年（令和4年）3月19日 - 小幡・大森・金城学院前間の上り線が立体交差化[34][35][36]。
- 2025年（令和7年）7月26日 - 小幡・大森・金城学院前間の下り線が立体交差化[36][37][38]。

## 運行形態
急行・準急・普通の3種別の列車が運転されているが、元々途中に待避設備を持つ駅がなかったことから平行ダイヤとなっており、追い抜きは行われず、先発列車が先着する（栄町駅ではその旨の掲示が発車案内板に表示されている。上り急行が尾張旭駅で始発の普通列車に直接接続することはある）。瀬戸線の準急と急行は他社の「区間準急」「区間急行」に相当する位置付けで、準急は小幡駅 - 尾張瀬戸駅間、急行は尾張旭駅 - 尾張瀬戸駅間では各駅に停車する。普通列車の全区間所要時間は40分前後で、急行との差は10分程度である。下りは2016年以降（ただし2022年現在高架化工事の支障になるため待避線は使用停止中。2026年度に高架駅に再度整備される）、上りは2022年以降喜多山駅で緩急接続が可能であるが、通常は行われない。
ワンマン運転は行われていないが、車内放送は、自動放送になっている。
定期列車は全日の初電の喜多山駅発尾張瀬戸駅行き、平日朝の尾張旭駅発尾張瀬戸駅行き下り各1本を除き全て栄町駅を発着する。「せともの祭り」などでまれに尾張瀬戸駅発尾張旭駅行きの臨時普通列車（一部は回送列車を特別に客扱いする。2016年〈平成28年〉までは喜多山駅行きの普通列車も運転されていた）が運転されることがある。方向幕は「三郷」も表示できるが、通常は使用されない。
現在列車はすべて4両固定編成であるが、一部の駅（栄町・大曽根・小幡・喜多山（上り）・印場・尾張旭・尾張瀬戸）では将来の増結を考慮し、6両編成に対応した有効長のホームを有する。先の高架化により、喜多山駅（下り）についても6両編成対応になる予定である。車両規格はほぼ統一されているものの、可動式ホーム柵や女性専用車両は導入されていない。
瀬戸線ではミューチケットが必要な特別車（座席指定車両）連結列車は運行されていないが、有人駅の窓口で特別車が運行されている路線のミューチケットを購入することが可能である。
| 種別＼駅名 | 栄町 | … | 小幡 | 小幡 | … | 尾張旭 | 尾張旭 | … | 尾張瀬戸 | 本数 |
| ---------- | ---- | - | ---- | ---- | - | ------ | ------ | - | -------- | ---- |
| 普通       |      |   |      |      |   |        |        |   |          | 6本  |

急行・準急は概ね10時までと15時以降の運転。現行ダイヤでは日中は普通のみの運転。

### 時間帯ごとの運行形態
早朝（栄町駅を午前6時台に発着する列車）は両方向とも普通のみの運転である。
平日の朝は、栄町方面の朝7時から8時までにおいては、尾張旭駅 - 栄町駅間は、最短運転時隔で3分、その他は4分間隔で走る高密度ダイヤになっている。待避設備を通常使わないこともあって、栄町方面には、急行などの優等列車が設定できず、普通のみの運用となっている。尾張瀬戸方面は準急と普通が交互に走り、普通の大半（2023年3月までは準急1本も）が尾張旭折り返しになる。また、三郷駅始発の普通栄町行きが3本設定されている（三郷駅には留置線や渡り線などがないため全て尾張瀬戸駅から回送されてくる）。
昼間時間帯では、平日・休日問わず概ね10時台から14時台まで普通のみが毎時6本、約10分間隔で運転されている。15時台以降は、これに準急と急行が毎時各2本加わり、普通4本のうち2本が尾張旭駅折り返しとなる。尾張旭折り返しの普通と急行は尾張旭駅で連絡している。
10時台から14時台の急行は、2021年5月22日のダイヤ改正により運転が取り止めとなり、尾張旭駅折り返しの普通列車の運転区間を尾張瀬戸駅まで延長することとなった（2021年10月30日のダイヤ改正により当該時間帯の準急は普通に格下げされた）。このため、急行の運転がない時間帯は優等種別が停車する駅でも15分間隔となる部分があった。また、この改正で土休日に喜多山駅の待避線で日中留置される運用が登場した（栄町駅から回送で喜多山駅に到着したあと、夕方に尾張旭駅へ回送され普通列車になる）。喜多山駅待避線での土休日日中の車両留置は2022年3月をもって無くなり、喜多山駅上り留置線での留置に変更されている。
平日の夕ラッシュ時間帯にはすべての列車が栄町駅 - 尾張瀬戸駅間の通し運転となり、優等列車の種別が、尾張瀬戸方面はすべて準急、栄町方面はすべて急行となる。
平日夜間21時以降と休日夜間19時以降は、一部を除いて普通のみの運用となっている。この時間帯は尾張瀬戸駅発の定期回送列車も尾張旭駅まで数本運行されている。
栄町駅 - 喜多山駅間の区間列車はかつて数多くあり、栄町乗り入れからしばらくは、普通を栄町駅 - 喜多山駅間の区間運用とし、急行停車駅を除き、名古屋市内の駅は普通、尾張旭・瀬戸両市内の駅は準急という運用が行われていた。検車区が尾張旭に移転した後は始発と最終列車に限られたものとなっている。また、平日のみ8時台に喜多山駅終着・始発の普通が1本設定されている。最終の喜多山行きは尾張旭駅へ回送されずにそのまま夜間滞泊となり、翌日の初電となって尾張瀬戸駅へ向かう。

### 急行・準急
1990年（平成2年）から2005年（平成17年）までの間、瀬戸線は名鉄で唯一準急が走る路線であった。2005年（平成17年）のダイヤ改正で水野駅と瀬戸市役所前駅が急行停車駅となったため、急行と準急では印場駅と旭前駅に停車するか否かの違いしかない。名古屋本線などとは異なり、瀬戸線内で急行や準急の特別停車や途中駅からの種別変更は行われていない（名鉄ハイキング開催時は印場駅や旭前駅などに急行が臨時停車することがある。2004年まではせともの祭り開催時に水野駅に急行が臨時停車したことがある）。
曲線区間が多いことなどから、急行といえども平常ダイヤ時の実質的な最高速度は尼ヶ坂駅 - 大曽根駅間、守山自衛隊前駅 - 小幡駅間、印場駅 - 尾張旭駅間と三郷駅 - 水野駅間で85 km/h程度である。停車駅が増えているが、車両性能が向上しているため全区間の所要時間は30分前後と、600 V時代の1966年（昭和41年）から1977年（昭和52年）に運行されていた特急からほとんど変わっていない。
かつて準急は朝と夜のみに設定されていたが、2000年6月10日のダイヤ改正以降、日中にも設定され、平日の夕方ラッシュ帯の尾張瀬戸行き急行が準急に置き換えられるなど大幅に増えた。また日中の準急は栄町駅 - 尾張旭駅間の運転で、区間運転の準急が設定されたのはこの時が初めてである。2003年3月27日のダイヤ改正以降、日中も尾張瀬戸駅まで延長され、区間運転の準急は平日朝の栄町駅発1本のみである。この1本も2023年3月18日のダイヤ改正で廃止された。
先述の通り、日中の急行は尾張旭駅折り返しの普通と連絡している。2003年3月27日のダイヤ改正で日中の準急が尾張瀬戸駅まで延長され、普通毎時4本のうち2本が尾張旭駅折り返しになったが、下りは急行の前、上りは急行の後をそれぞれ走っているため、名古屋市内の急行通過駅と当時急行通過駅であった水野駅・瀬戸市役所前駅の間を行き来する場合、実質30分間隔となってしまった。このため、2005年1月29日のダイヤ改正で水野駅と瀬戸市役所前駅を急行停車駅とすることで、尾張旭駅のりかえで行き来できるようにしている。

### 列車種別・停車駅の変遷
瀬戸電気鉄道時代（1936年 - 1939年頃）

1953年6月28日改正
- 急行を再設定（1950年8月1日改正）。

1969年7月6日改正
- 特急を新設（1966年3月16日改正）。
- 急行を廃止（1967年8月22日改正）。
- 準急を新設（1968年3月20日改正）。

1978年8月20日改正
- 停車駅を変えずに特急を急行に格下げ（1977年3月20日改正）。
- “お濠区間”を廃止し、栄町へ乗入れ（1978年8月20日改正）。

1995年5月8日改正

2005年1月29日改正

## 沿線風景
瀬戸線の沿線はほとんど住宅地や市街地となっており、山林や田園地帯は多くない。全体的に平坦な地形を通っていることからトンネルは栄町地下トンネルのみである。大まかには以下のようになる。
起点の栄町駅は、名古屋市の繁華街栄地区にあり、地下街や地下鉄栄駅に隣接している。ここから東大手駅を過ぎるまでの約1.7 kmは栄町地下トンネルを進む。地下で名古屋市営地下鉄名城線と並走し、同桜通線との交差地点には両地下鉄線の久屋大通駅があるが、栄町駅に近いため瀬戸線の駅は設けられていない。愛知県庁の直下付近で60 km/h制限のS字カーブを切り名城線と別れてさらに東寄りになり、地下駅の東大手駅に着く。同駅の付近には愛知県庁・名古屋市役所を始めとする官庁街、名古屋医療センター、愛知県立明和高等学校などがあり、朝夕は通勤客と学生で賑わう。
東大手駅を出てすぐのところで地上に出て30 ‰の勾配で一気に高架に上がる。右へカーブして空港線（国道41号）と、名古屋高速1号楠線を乗り越えたところに清水駅がある。この辺りは名古屋台地の北端の崖下の低地であり、清水駅から尼ヶ坂駅を経て森下駅付近までは崖に沿うように進む。栄町トンネルを出てから大曽根駅の手前までは側道に桜が植えられており、桜のシーズンには列車の両側に桜を見ながら進む。国道19号を乗り越え森下駅、さらに左へカーブして大曽根駅に着く。
大曽根は古くから街道の合流点であり宿場町として栄えた町で、現在でも名古屋の繁華街・歓楽街の一つである。大曽根駅は大曽根地区の北東にあり、JR中央本線・名古屋市営地下鉄名城線・名古屋ガイドウェイバスガイドウェイバス志段味線（ゆとりーとライン）と乗り換えが可能な名古屋の交通の要衝の駅でもある。瀬戸方面から名鉄で来た後、同駅でJRに乗り換え金山・名古屋方面へ向かう客や地下鉄・市バスへの乗り換え客も多い。大曽根駅を過ぎると右へカーブしてJRを乗り越える。高架から降りて瀬戸街道を瀬戸線で唯一のトラス橋である矢田橋梁で乗り越えると矢田駅に着く。矢田駅は瀬戸線の駅では最も利用者が少ないが、ナゴヤドームまで900 mであり、地下鉄が開業するまでは最寄り駅であったこともあり、現在でも瀬戸方面から同駅で下車してナゴヤドームへ向かう客が少なからず存在する。
矢田駅を過ぎるとすぐに瀬戸線最急で、現在は名鉄全線中最急でもあるカーブ（半径120 m・制限速度35 km/h）を通過後矢田川鉄橋を渡る。ここは瀬戸線の有名撮影地として知られ、瀬戸線でイベント列車が走るときは多くのカメラマンが集結する。橋を渡ると守山区に入り、ゆとりーとラインの高架をくぐると守山自衛隊前駅に着く。陸上自衛隊第10師団が駐屯する守山駐屯地はこの北側にあり、瀬戸線からも駐屯地の正門を見ることができる。この付近から終点の尾張瀬戸駅まではほとんど瀬戸街道（愛知県道61号名古屋瀬戸線）と並走する。なお守山自衛隊前駅周辺でも立体交差事業の構想がある。瓢箪山駅を過ぎると守山区役所に近く、橋上駅を持つ急行停車駅の小幡駅。準急はここから瀬戸方面は各駅停車となる。小幡駅を出ると左へカーブし瀬戸街道と交差する。この交点付近の線路はS字状にカーブしている。その後は瀬戸街道の北側を走り、喜多山駅に着く。尾張旭検車区ができる前は同駅に隣接して車庫が設けられていたため現在も列車の運行上で重要な駅であり、乗務員の交代も行われている。また、喜多山駅周辺では単独立体交差事業が行われ、同駅は高架駅となっている。喜多山駅を出ると環状2号（国道302号）と交差する（名古屋第二環状自動車道は同所で地下を通る）。度々渋滞が起こっていたが高架化によってこの踏切も除去された。さらに進むと大森・金城学院前駅に着く。同駅は瀬戸線で名古屋市内最後の駅であり、付近の金城学院大学の学生で賑わっている。大森・金城学院前駅を出ると尾張旭市に入り、東名高速道路の高架をくぐってすぐのところにあるのが印場駅。同駅は1944年に休止、その後廃止されていたが、1995年に復活した瀬戸線で最も新しい駅であり、旭労災病院や東尾張病院への通院者や付近からの通勤・通学での利用者がそこそこいる。印場の次は旭前駅。両駅間にあるカーブの85 km/h制限は当線で最も高い速度制限である。旭前駅は愛知県立旭野高等学校の最寄り駅であり朝夕は高校生で賑わう。旭前駅を出て左側に城山公園やスカイワードあさひ、右側に尾張旭検車区が見えてきて尾張旭市の中心部に入ると、橋上駅舎を有する尾張旭駅に着く。
尾張旭駅は検車区を有し、栄町方面から来た普通列車の約半数が折り返す大きな駅である。急行はここから終点の尾張瀬戸駅まで各駅に停車する。かつては急行も停まらない無人駅で利用者が少なかったが、1995年に急行が停車するようになり利用者も大幅に増えている。尾張旭駅の次は愛知県森林公園に近い三郷駅。同駅は1977年まで特急も停車しており尾張旭市内では最も利用者が多く、現在も急行停車駅として多くの利用者で賑わっている。三郷駅を出ると瀬戸市に入り水野駅を経由し新瀬戸駅。新瀬戸は愛知環状鉄道の瀬戸市駅が隣接しており、乗り換える客や公立陶生病院への通院患者、付近からの通勤・通学などの利用者がそこそこいる。新瀬戸駅を出ると国道155号と平面交差し、間も無く瀬戸市役所前駅。瀬戸市役所前駅は公立陶生病院を越えてすぐのところに位置している。周辺は静かな住宅街となっており、利用者は少ない。瀬戸市役所前駅を出て国道155号と瀬戸川が右手に並ぶと間もなく終点の尾張瀬戸駅に着く。

## 車両

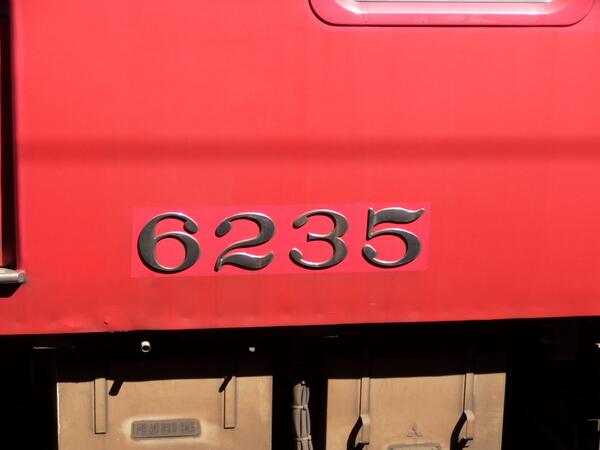
水性塗料で塗装された6000系

瀬戸線は、名鉄の他の路線網と接続が無い孤立路線であること、駅間距離が短いこと、さらに、栄町駅 - 東大手駅間では地下を走るため、A-A基準を満たす地下鉄対応車両が必要となることなどから、1,500 V化されてからは瀬戸線専用として登場した特徴的な車両がいくつか存在する。1996年（平成8年）に3780系が全廃となって以降、瀬戸線では3ドアロングシートの通勤形車両のみが走っている。
新車両の導入や他線との車両の転属を行う場合にはトレーラーでの陸送が行われる。2008年度（平成20年度）より開始された4000系の導入に際しても、製造会社である日本車輌製造豊川製作所から尾張旭検車区まで、道路上をトレーラーで運ばれた。1978年（昭和53年）の1,500 V昇圧時など、大曽根駅が地上駅で中央本線との貨物連絡線があった頃は、同線経由で搬入していた。重要部検査・全般検査の際には台車や主要機器を車体から取り外して舞木検査場までトラックで搬送し、検査を行っている。
6000系・6600系などの4000系より前に登場した車両は塗装が必要な車体であったが、2007年6月に供用開始した瀬戸線の尾張旭検車区には揮発性塗料による塗装設備がないため、全般検査等においても部分補修に留めてその延命を図っていた。しかし次第に塗装の傷んだ部分が目立つようになったため、2010年（平成22年）12月に出場した6600系 6602Fからは周囲の環境に影響を与えにくいよう、水性塗料を用いて塗装するようになった。

### 現行の車両
600 V時代は、1966年まで在籍車の大半が木造車で自動扉車が皆無であり、それを置き換えた車両も昭和初期の車両という旧型車の楽園といった状況であった。本格的な体質改善は1,500 V化と都心乗り入れに際しての6600系の新造投入からで、その後の利用者急増に伴い通勤輸送に対応した6750系の新造、6000系の転用が断続的に行われたが、本線よりも高速性能が求められないこともあり、6750系は当時の本線系統の最新車輛に準じた車体に、走行装置は旧品を流用した車両であった。
JR東海が愛知環状鉄道線を経由し、瀬戸口駅 - 名古屋駅間の直通運転を開始した3年後の2008年（平成20年）から、すべての在籍車両の4000系への置き換えが始まった。2011年（平成23年）3月までに6750系、2013年（平成25年）3月までに6600系を全車廃車し、6000系についても6032Fが2011年（平成23年）4月に廃車となったことを皮切りに廃車が進められた。6600系については2013年3月3日のさよなら運転で、6000系については2014年4月6日のさよなら運転で運用を終了した。
以降、列車はすべて4000系4両編成で運転していたが、喜多山駅付近の高架工事に伴うダイヤ変更で運用必要編成数が1本増えることとなったため、工事終了までの暫定措置として本線系で使用の3300系を1編成新造し、2015年1月に導入した。4000系と3300系はいずれもVVVFインバータ制御で、フルカラーLED式の行先表示を備えているステンレス車である。両形式とも右手操作式ワンハンドルマスコンを備えている。3300系は本線系のものと同様に120 km/h運転に対応しているが、瀬戸線では本来の性能を発揮しない。また本線で運用されている3300系のように塗装パターンが変更されず、登場時のままである。
- 4000系（全18編成）
- 3300系（3306Fの1編成のみ）

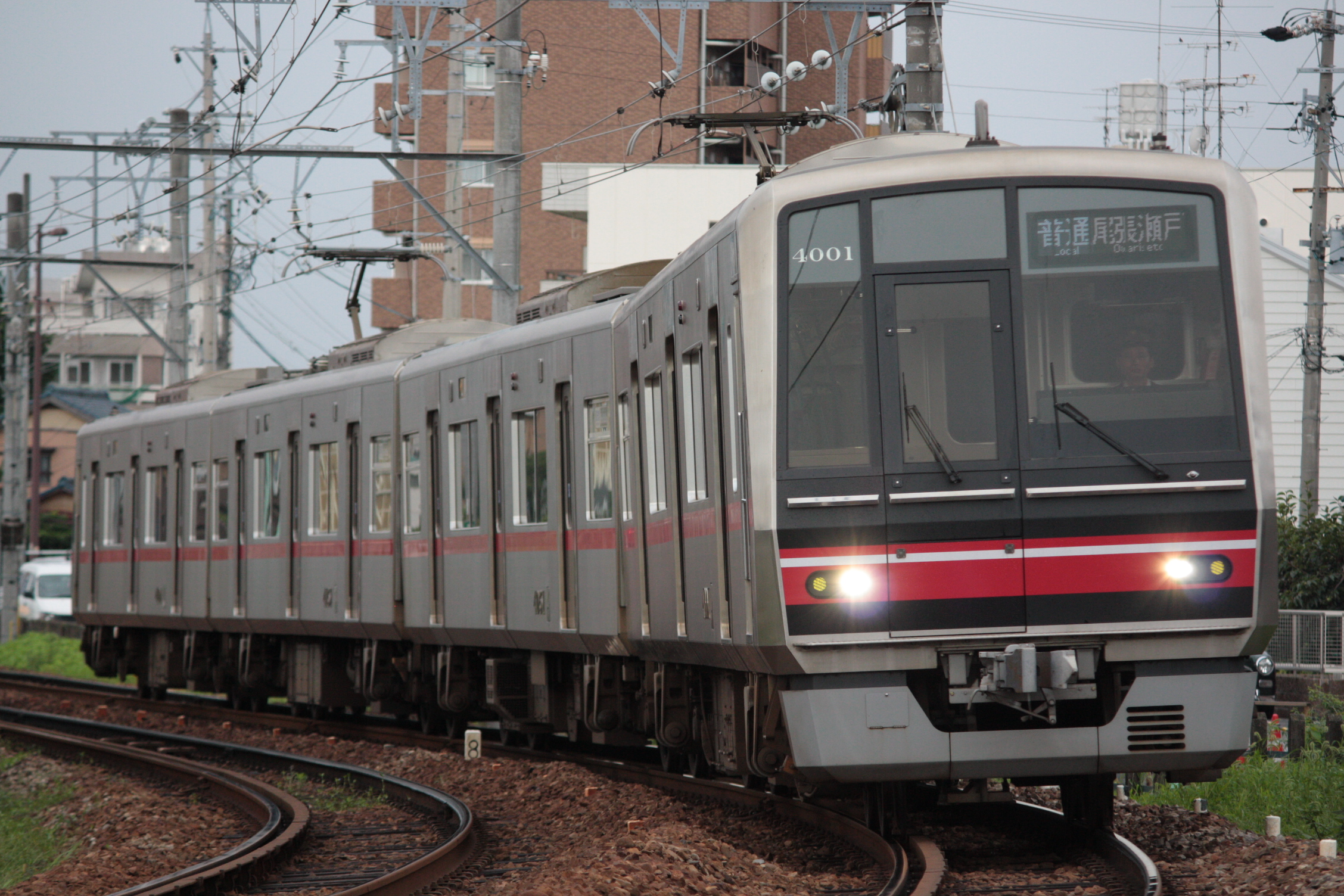
4000系
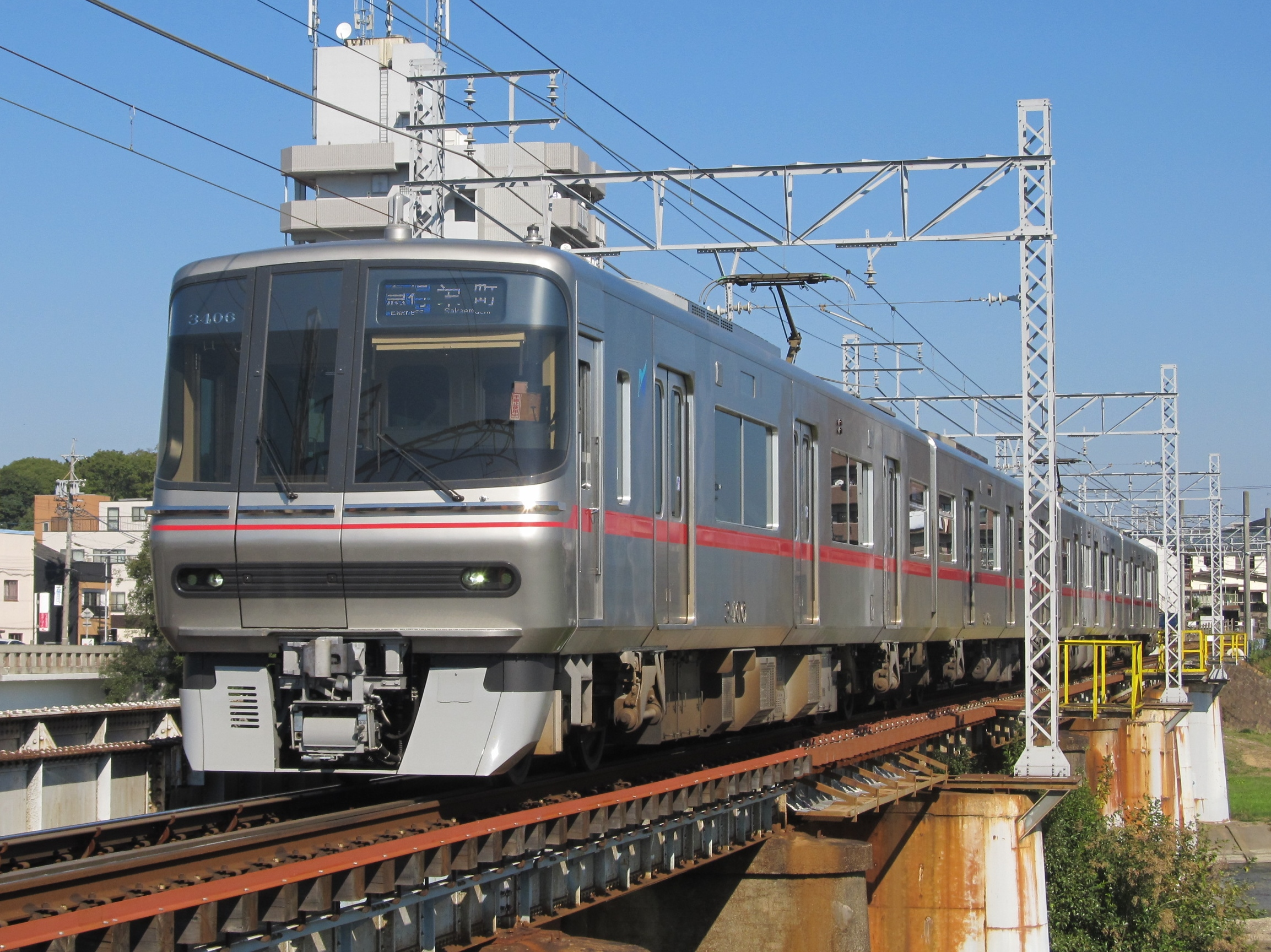
3300系

### 過去の車両
西暦は瀬戸線運用期間。「×」は瀬戸線からの運用離脱により瀬戸電籍・名鉄籍として形式消滅した車両。

#### 瀬戸自動鉄道時代
- ×セルポレー式蒸気動車（A・B・C） - 1905–1922年[72]

#### 瀬戸電気鉄道時代
電車
- テ1形
  - テ1・2 - 1906年–?
  - テ3・4→サ10形 - 1908年–?
  - VS5・6（レ5・6）→サ20形（21・22） - 1909年–?
  - テ7 - 1910年–?
  - テ8-10・12 - 1911年–?
  - テ11 - 1912年–?
  - テ13 - 1912–1927年
  - テ14-16→モ10形11-13 - 1912–1947年
  - テ17-22→モ10形14-19 - 1913–1949年
  - テ23-27→モ20形 - 1919年–?
  - テ28-32→モ30形 - 1920年–?

- ホ101形→モ550形 - 1925–1960年
- ホ103形→モ560形 - 1926–1964年

蒸気機関車
- ×雨宮製作所製の8 t機（1） - 1920–1937年

ガソリンカー
- ×200形→キハ300形→ク2200形 - 1936–1964年

電気機関車
- ×デキ1形→デキ200形 - 1927–1978年

事業用車
- ×テワ1形→デワ1形 - 1920–1960年

貨車
- （形式不明）→ト1形 - 1912年–?

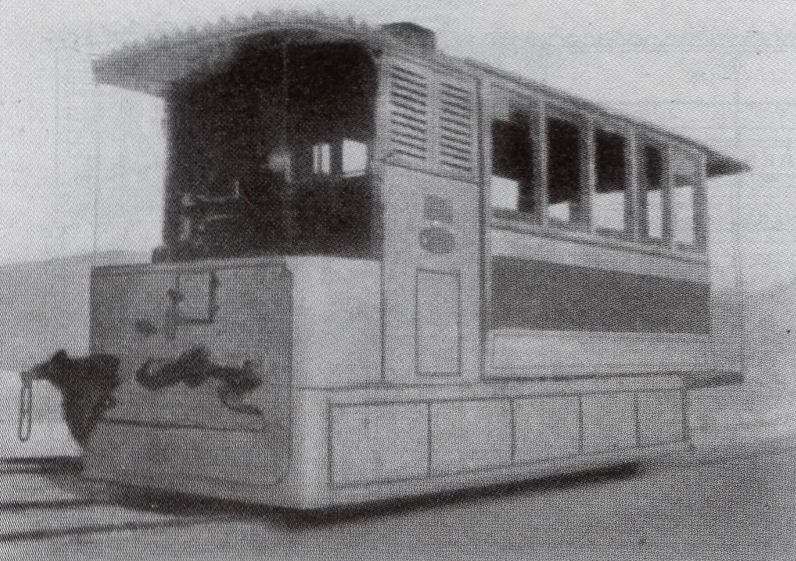
セルポレー式蒸気動車
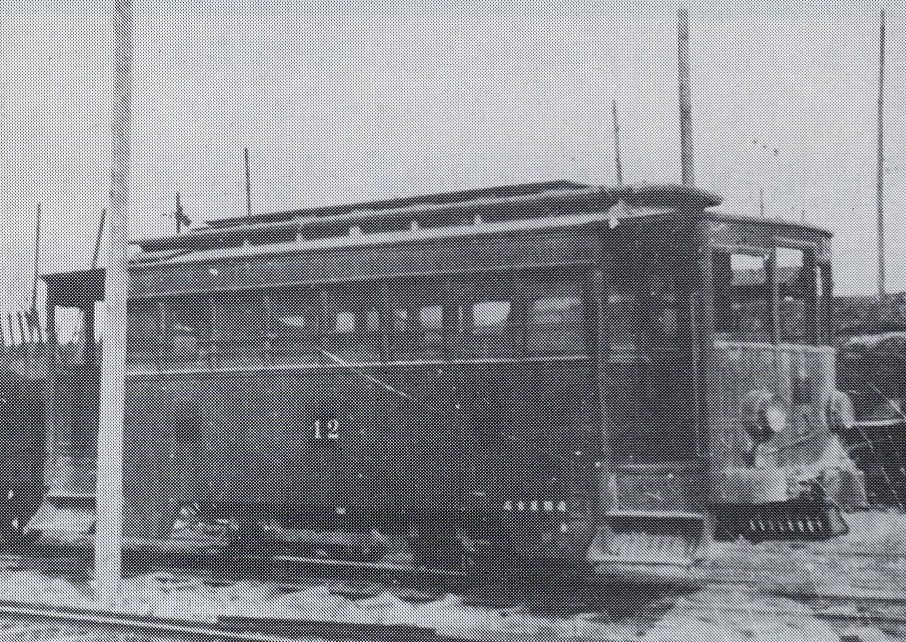
モ10形 （旧テ1形15）
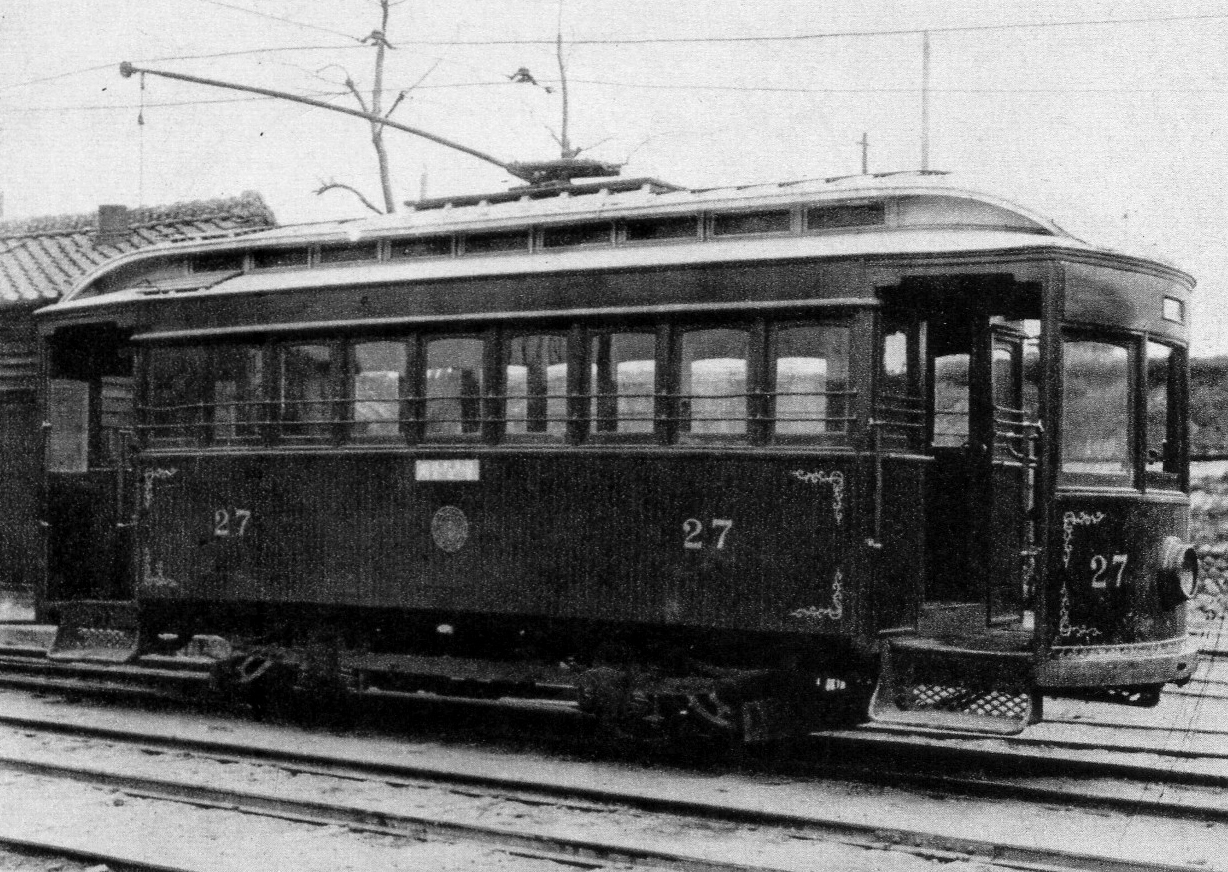
テ1形27 （後のモ20形）
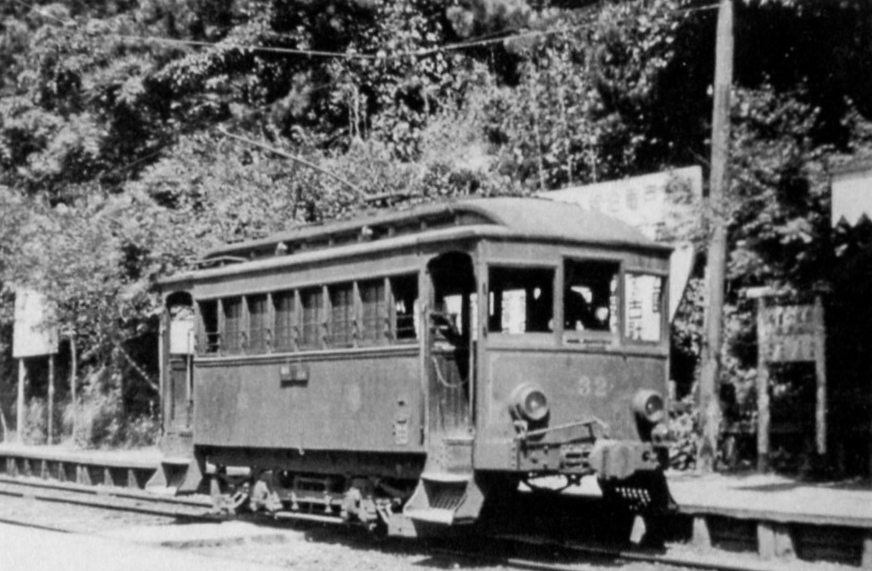
テ1形32 （後のモ30形）
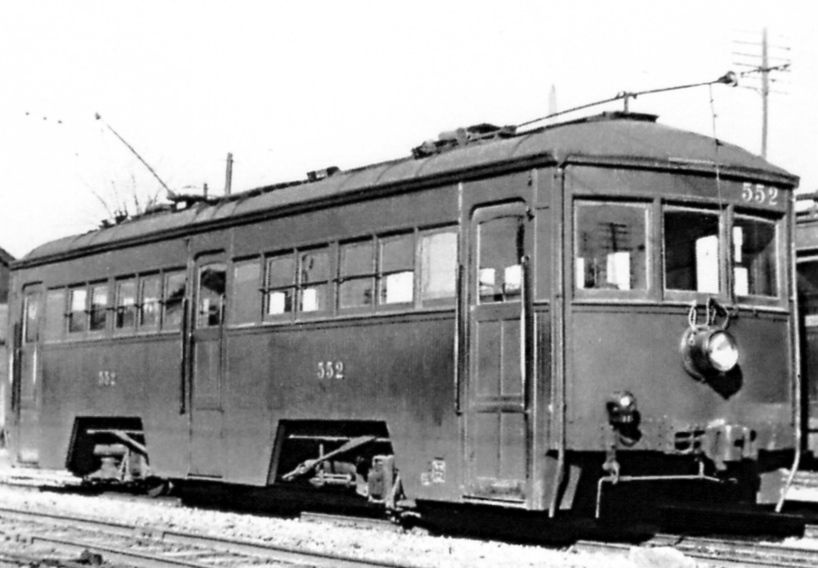
モ550形 （旧ホ101形）
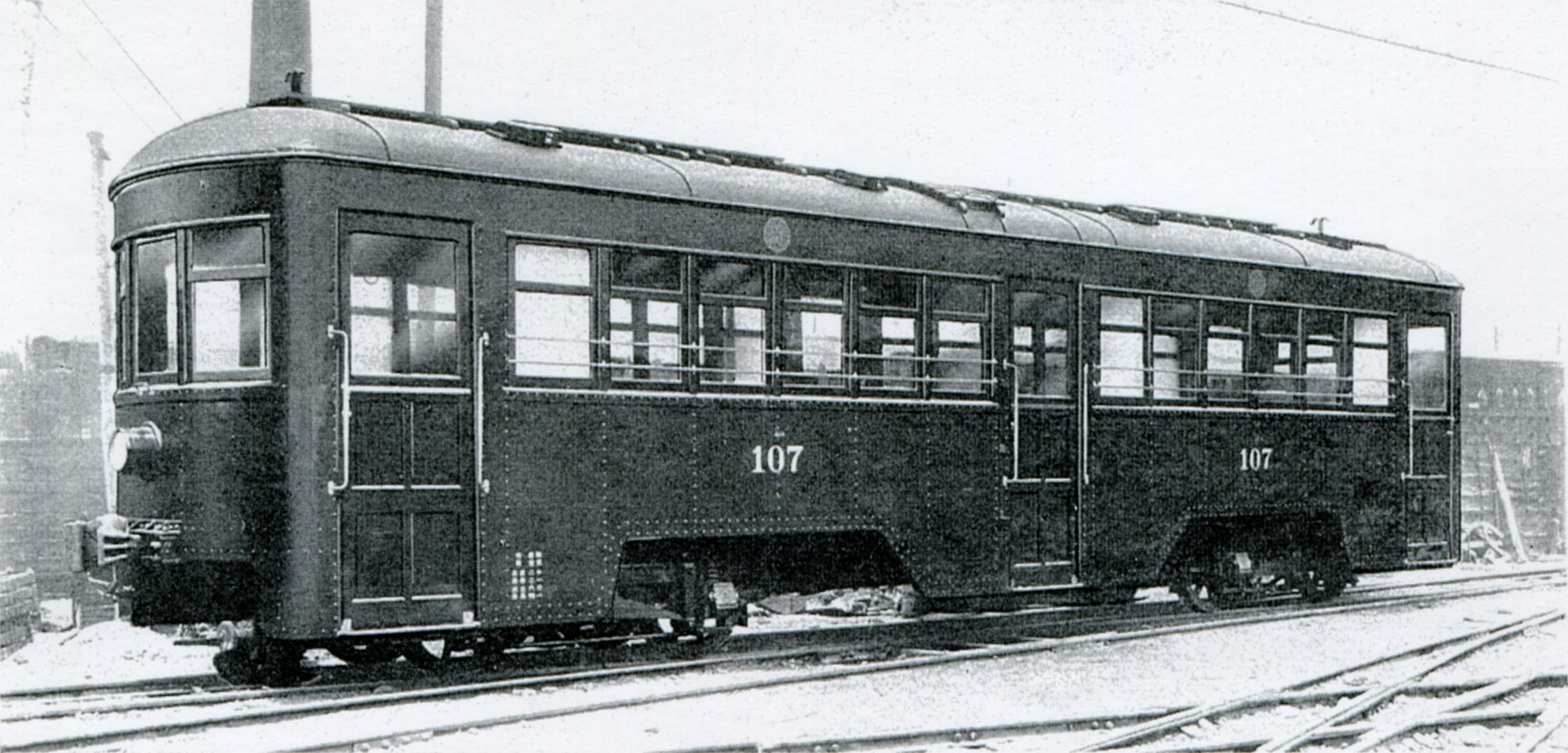
ホ103形 （後のモ560形）
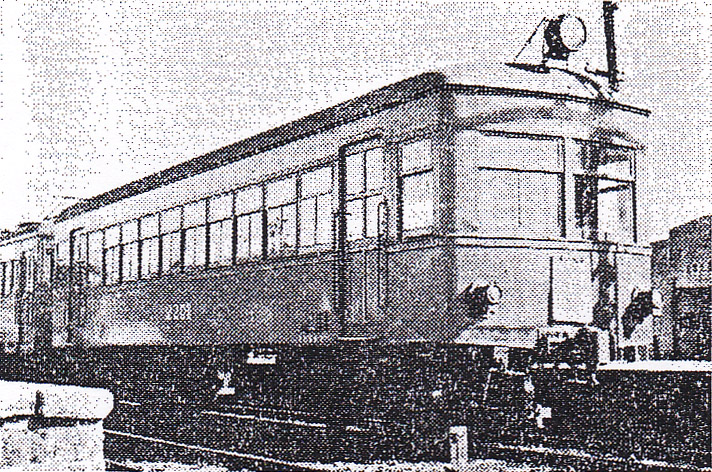
ク2200形
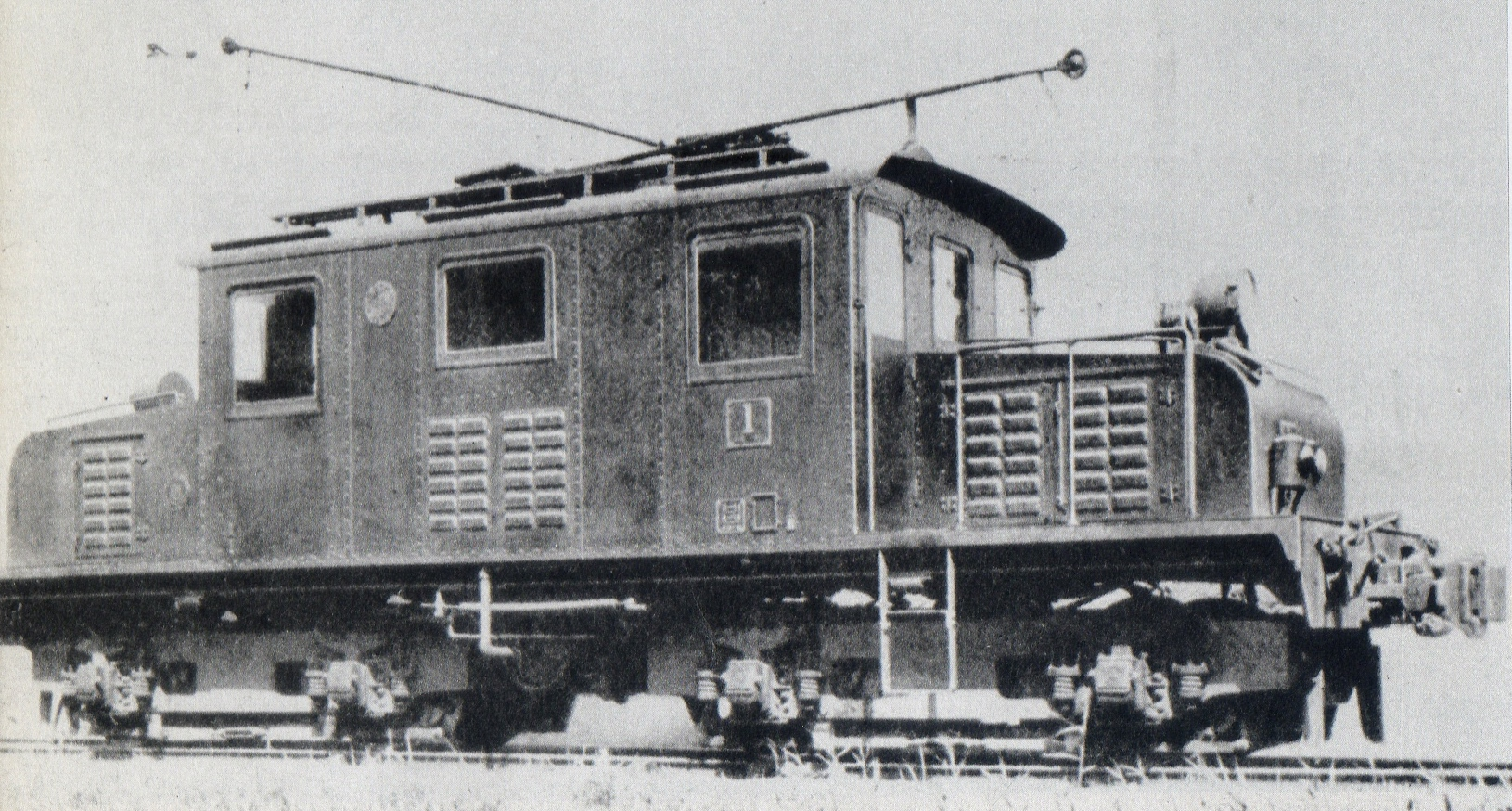
デキ1形 （後のデキ200形）
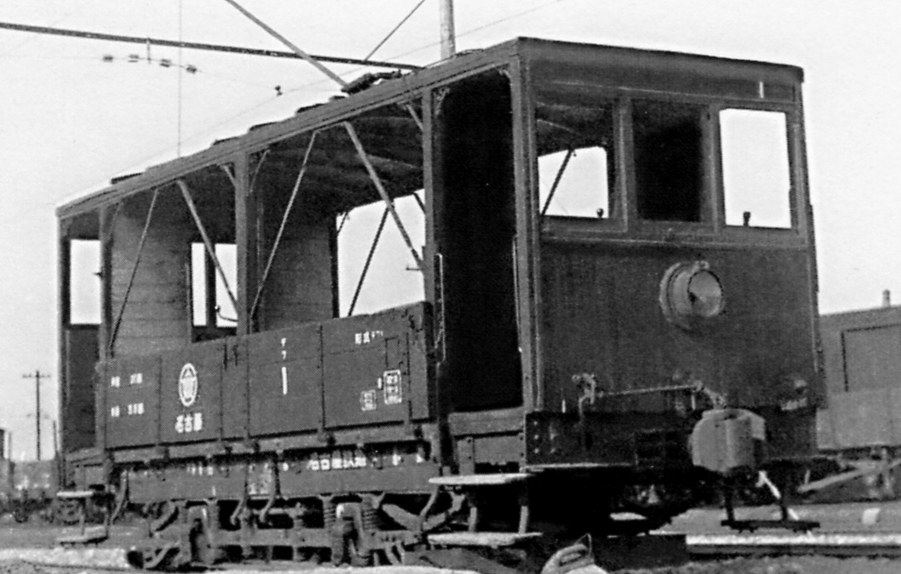
デワ1形 （旧テワ1形）

#### 600 V時代
電車
- モ520形 - 1939年-?
- サ2240形（サニ2240形） - 1944年-1948年
- モ160形 - ?–1952年以降
- ク2060形 - ?–1960年頃
- ×ク2270形 - ?–1960年頃
- ×ク2260形 - ?–1965年
- ×モ600形 - 1950年頃–1965年
- ×ク2230形 - ?–1966年
- モ250形 - 1950年頃–1965年
- モ200形 - ?–1965年
- ×ク2120形 - 1958–1965年
- ク2040形 - 1959–1965年
- ×ク2220形 - 1960–1973年
- ×ク1010形 - 1962–1965年
- モ700形 - 1962–1978年
- ×ク2190形 - 1964–1973年
- モ750形 - 1964–1978年
- ×ク2300形 - 1965–1978年
- ク2320形 - 1965–1978年
- ×モ900形 - 1965–1978年
- ×ク2100形 - 1966–1973年
- 3700系 - 1973–1978年

電気機関車
- デキ30形 - ?–1952年以降
- ×デキ360形 - 1960年頃–1968年
- ×デキ250形 - 1965–1968年

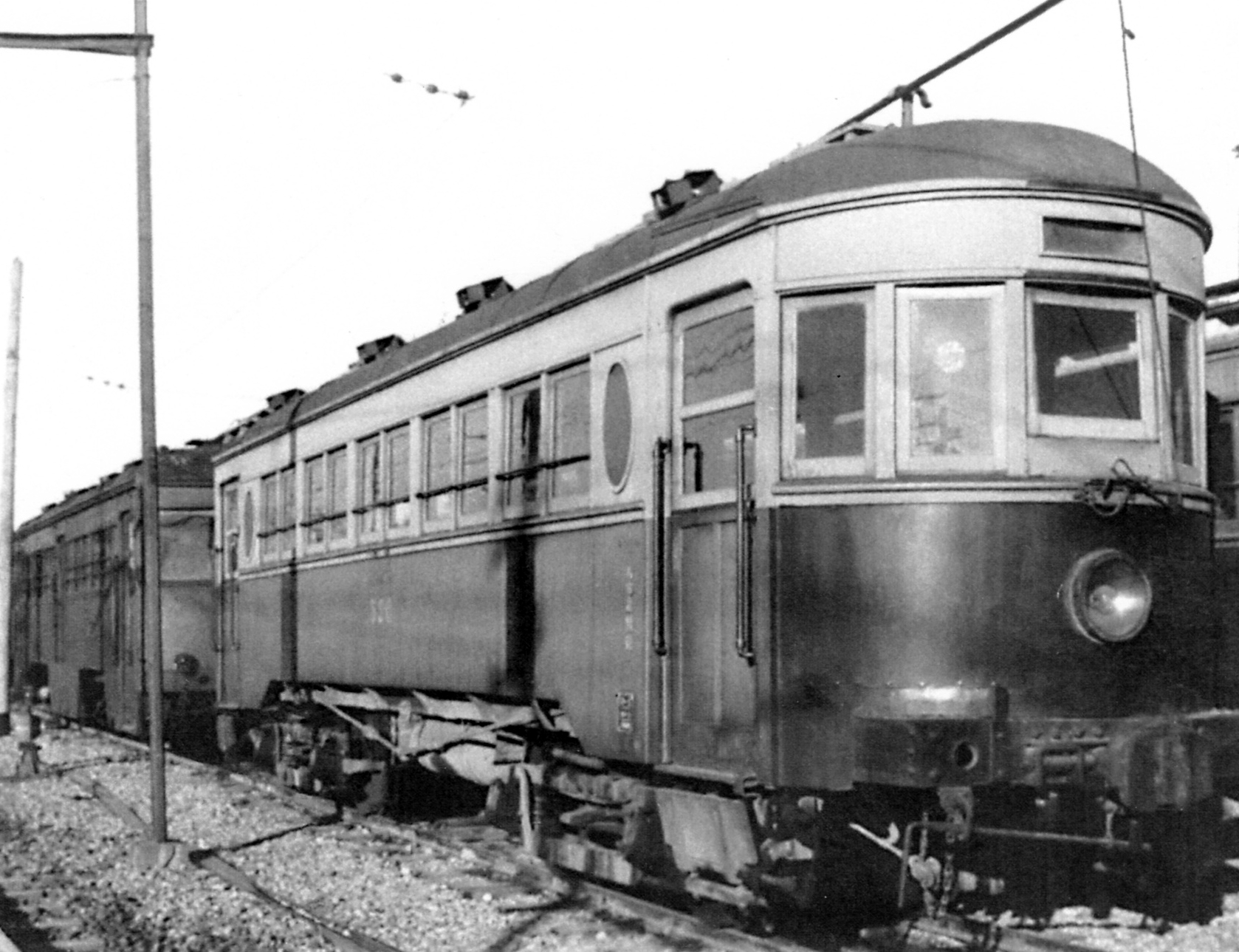
モ520形
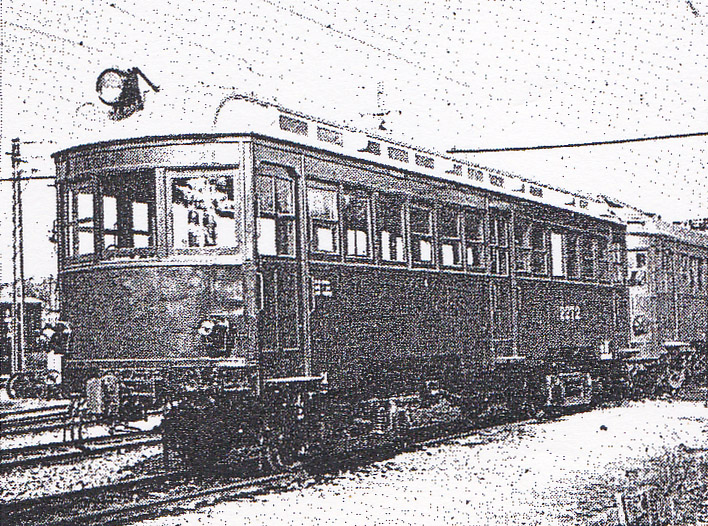
ク2270形
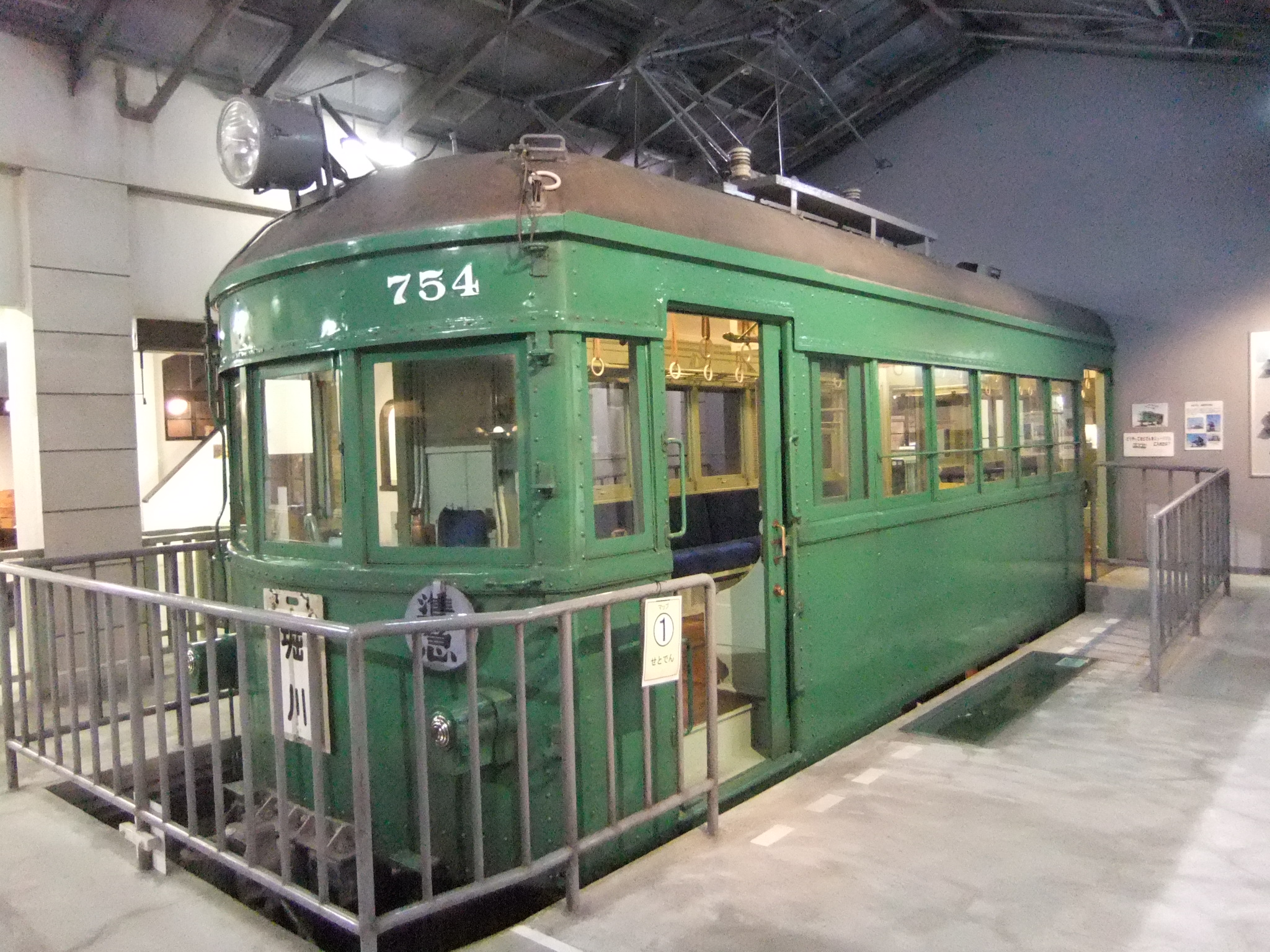
モ750形
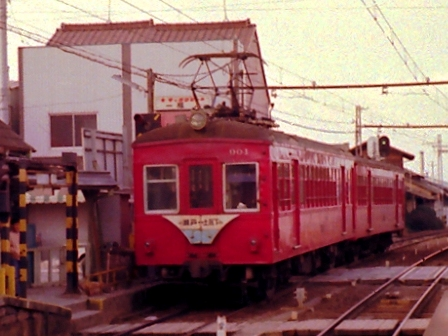
モ900形
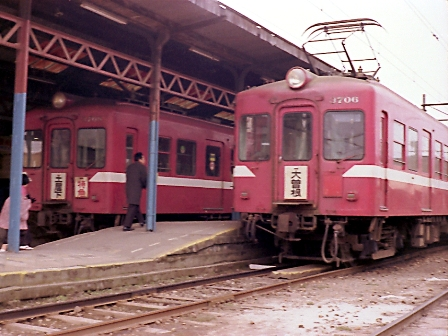
3700系

#### 1,500 V時代
電車
- ×3770系 - 1978–1990年
- 3730系 - 1978–1990年
- ×3780系 - 1978–1996年
- ×6600系 - 1978–2013年
- ×6750系 - 1986–2011年
- 6000系 - 1995–2014年

電気機関車
- ×デキ370形 - 1978–2007年

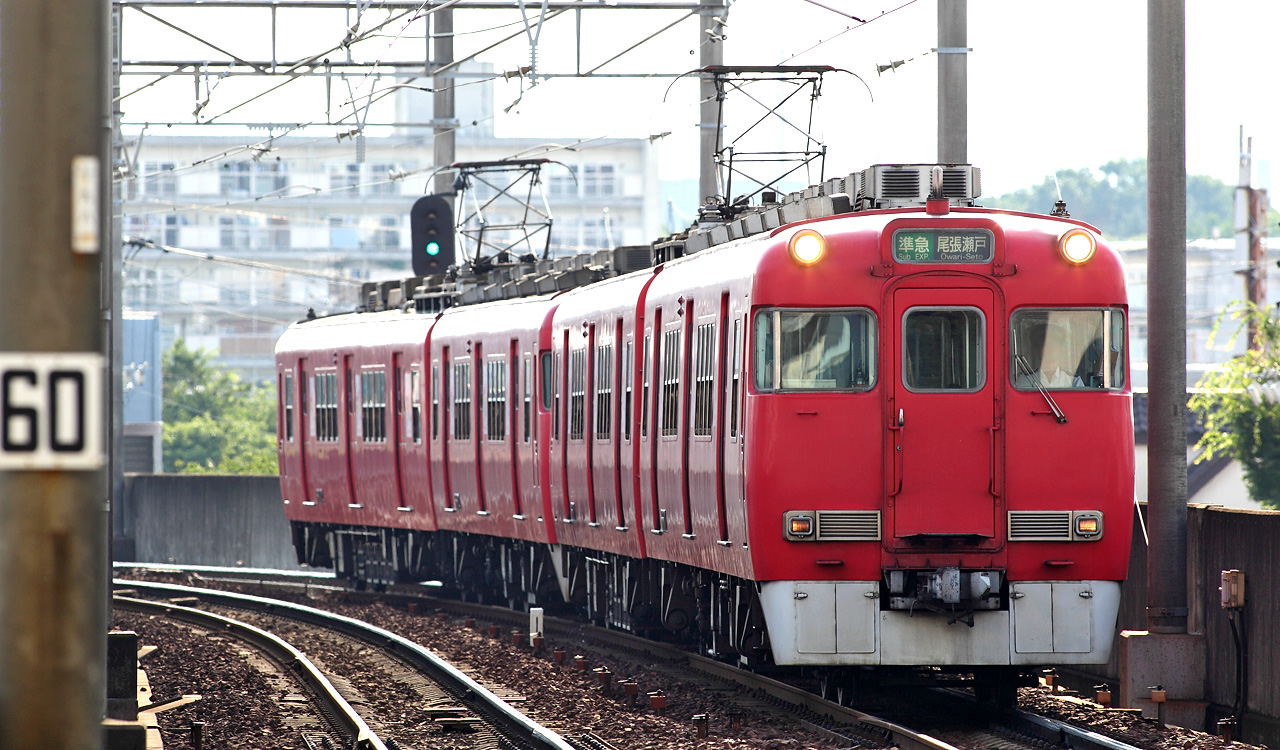
6600系
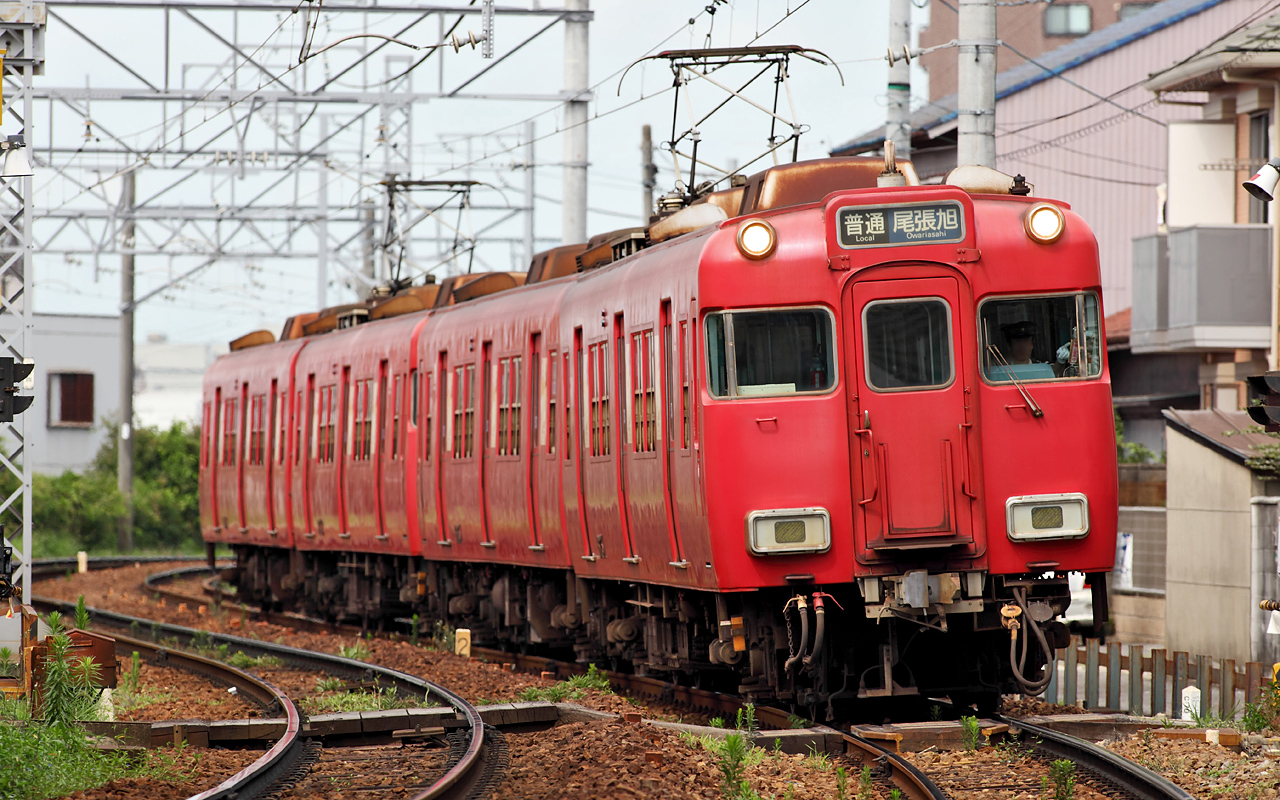
6750系（1次車）
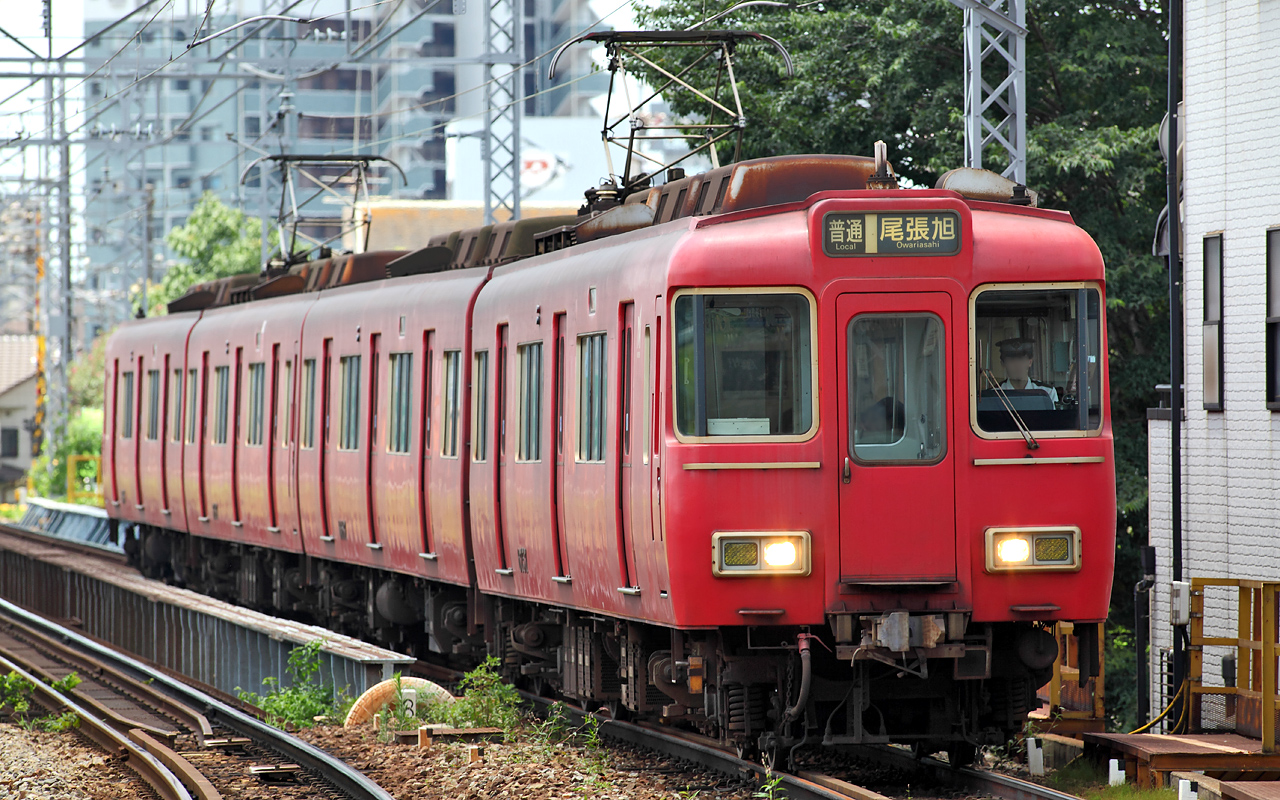
6750系（2次車）
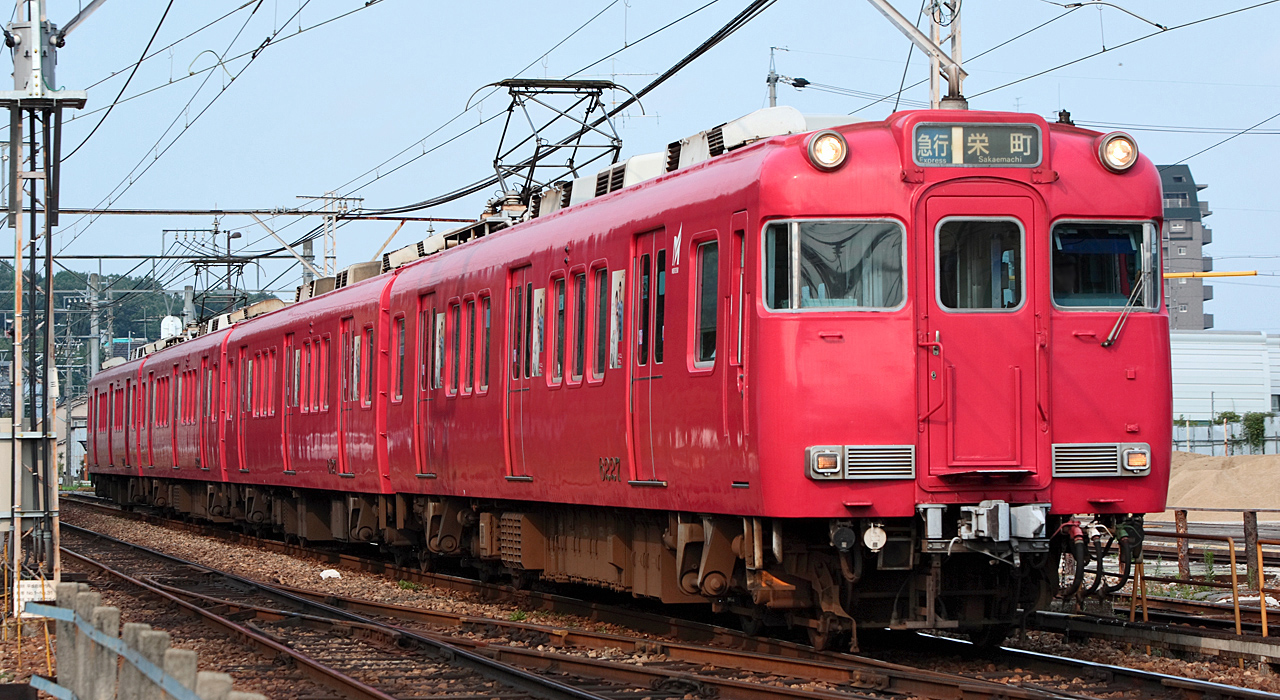
6000系
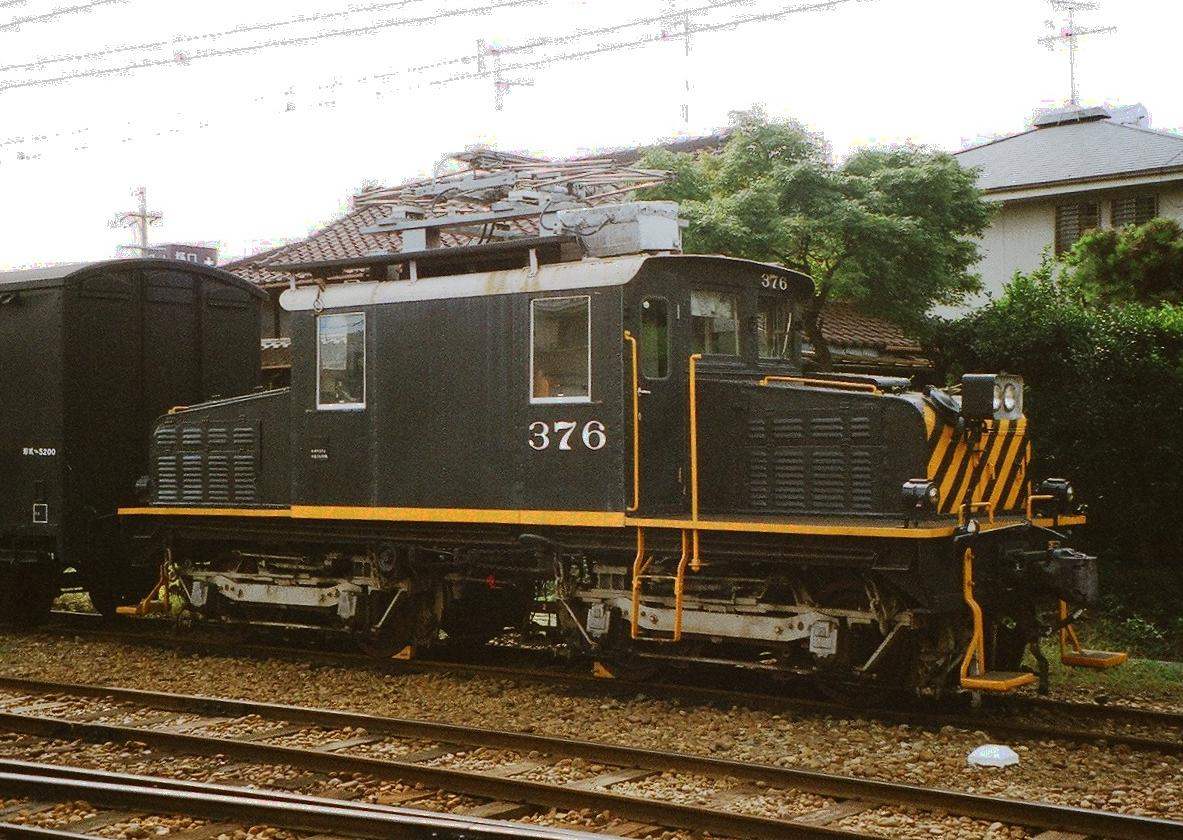
デキ370形

## 駅一覧
全駅愛知県内に所在。

### 営業区間
- 接続路線名の（）内の英数字は駅番号を表す。
- 普通は全駅に停車（表中省略）
- 停車駅は2005年1月29日改正時点。

凡例
停車駅 … ●：標準停車駅、｜：通過
駅員 … 有：有人駅、特：特殊勤務駅（早朝・深夜等は不在）
| 駅番号 | 駅名               | 駅間 キロ | 営業 キロ | 準急 | 急行 | 接続路線 | 駅員 | 所在地   | 所在地   |
| ------ | ------------------ | --------- | --------- | ---- | ---- | --- | ---- | -------- | -------- |
| ST01   | 栄町駅             | -         | 0.0       | ●    | ●    | 名古屋市営地下鉄： 東山線・ 名城線（栄駅:H10・M05）                                                                                        | 有   | 名古屋市 | 東区     |
| ST02   | 東大手駅           | 1.5       | 1.5       | ●    | ●    | | 有   | 名古屋市 | 中区     |
| ST03   | 清水駅             | 0.7       | 2.2       | ｜   | ｜   | |      | 名古屋市 | 北区     |
| ST04   | 尼ヶ坂駅           | 0.5       | 2.7       | ｜   | ｜   | |      | 名古屋市 | 北区     |
| ST05   | 森下駅             | 0.9       | 3.6       | ｜   | ｜   | |      | 名古屋市 | 東区     |
| ST06   | 大曽根駅           | 1.0       | 4.6       | ●    | ●    | 東海旅客鉄道：CF 中央本線 (CF04) 名古屋市営地下鉄： 名城線 (M12) 名古屋ガイドウェイバス：ガイドウェイバス志段味線（ゆとりーとライン）(Y01) | 有   | 名古屋市 | 東区     |
| ST07   | 矢田駅             | 1.3       | 5.9       | ｜   | ｜   | |      | 名古屋市 | 東区     |
| ST08   | 守山自衛隊前駅     | 1.1       | 7.0       | ｜   | ｜   | 名古屋ガイドウェイバス：ガイドウェイバス志段味線（ゆとりーとライン）（守山駅:Y04）                                                         |      | 名古屋市 | 守山区   |
| ST09   | 瓢箪山駅           | 0.6       | 7.6       | ｜   | ｜   | |      | 名古屋市 | 守山区   |
| ST10   | 小幡駅             | 1.0       | 8.6       | ●    | ●    | | 特   | 名古屋市 | 守山区   |
| ST11   | 喜多山駅           | 1.3       | 9.9       | ●    | ●    | |      | 名古屋市 | 守山区   |
| ST12   | 大森・金城学院前駅 | 0.8       | 10.7      | ●    | ●    | |      | 名古屋市 | 守山区   |
| ST13   | 印場駅             | 1.5       | 12.2      | ●    | ｜   | |      | 尾張旭市 | 尾張旭市 |
| ST14   | 旭前駅             | 0.9       | 13.1      | ●    | ｜   | |      | 尾張旭市 | 尾張旭市 |
| ST15   | 尾張旭駅           | 1.6       | 14.7      | ●    | ●    | | 特   | 尾張旭市 | 尾張旭市 |
| ST16   | 三郷駅             | 1.4       | 16.1      | ●    | ●    | | 有   | 尾張旭市 | 尾張旭市 |
| ST17   | 水野駅             | 1.9       | 18.0      | ●    | ●    | |      | 瀬戸市   | 瀬戸市   |
| ST18   | 新瀬戸駅           | 0.7       | 18.7      | ●    | ●    | 愛知環状鉄道：■愛知環状鉄道線（瀬戸市駅:21）                                                                                               | 特   | 瀬戸市   | 瀬戸市   |
| ST19   | 瀬戸市役所前駅     | 0.7       | 19.4      | ●    | ●    | |      | 瀬戸市   | 瀬戸市   |
| ST20   | 尾張瀬戸駅         | 1.2       | 20.6      | ●    | ●    | | 有   | 瀬戸市   | 瀬戸市   |

### 廃止区間

#### お壕区間
- 1976年2月15日廃止
- 普通は全駅に停車（表中省略）
- 停車駅は1969年7月6日改正時点。
凡例
停車駅 … ●：標準停車駅 ｜：通過

| 駅名     | 駅間 キロ | 営業 キロ | 準急 | 特急 | 接続路線 | 所在地   | 所在地 |
| -------- | --------- | --------- | ---- | ---- | --- | -------- | ------ |
| 堀川駅   | -         | 0.0       | ●    | ●    | 名古屋市電：行幸線（景雲橋電停）1971年2月1日廃止 | 名古屋市 | 中区   |
| 本町駅   | 0.7       | 0.7       | ｜   | ｜   | 名古屋市電：行幸線（名古屋城電停）1971年2月1日廃止 名古屋市電：東片端線（名古屋城電停）1971年2月1日廃止                                                 | 名古屋市 | 中区   |
| 大津町駅 | 0.3       | 1.0       | ●    | ●    | 名古屋市電：東片端線（大津橋電停）1971年2月1日廃止 名古屋市電：大津町線（大津橋電停）1968年2月1日廃止 名古屋市電：廓内線（大津町電停）1943年12月1日休止 | 名古屋市 | 中区   |
| 土居下駅 | 1.2       | 2.2       | ｜   | ｜   | | 名古屋市 | 中区   |
| 清水駅   | 0.6       | 2.8       | ●    | ｜   | 名古屋市電：清水口延長線（深田町電停）1971年4月1日廃止                                                                                                  | 名古屋市 | 北区   |
| 営業区間 |           |           |      |      | |          |        |

- 大津町 - 土居下間の東大手駅は1944年より休止されていたが栄町方面の開通とともに新線上で営業を再開した。
- 1976年2月15日の堀川 - 土居下間廃止後、土居下駅から0.4 km清水駅寄りに土居下駅（仮）が仮設され、栄町方面が開業するまで営業を継続した（下記）。

#### 仮線営業区間
- 1976年2月15日 - 1978年8月20日
- 普通は全駅に停車（表中省略）
- 停車駅は1977年3月20日改正時点。
凡例
停車駅 … ●：標準停車駅 △：特別停車駅（1976年8月30日改正より昼間帯に停車）

| 駅名           | 駅間 キロ | 営業 キロ | 準急 | 急行 | 接続路線 | 所在地        |
| -------------- | --------- | --------- | ---- | ---- | -------- | ------------- |
| 土居下駅（仮） | -         | 0.0       | ●    | ●    |          | 名古屋市 北区 |
| 清水駅         | 0.2       | 0.2       | ●    | △    |          | 名古屋市 北区 |
| 営業区間       |           |           |      |      |          |               |

### 廃駅
- 娯楽園駅（本町駅 - 大津町駅間） 1923年以降廃止
- 久屋駅（大津町駅 - 東大手駅間） 1941年2月24日廃止
- 土居下駅（東大手駅 - 清水駅間） 1978年8月20日廃止
1976年2月15日から1978年8月20日までは土居下駅から0.4 km清水駅寄りに仮設された土居下駅（仮）での営業
- 社宮祠駅（尼ヶ坂駅 - 森下駅間） 1944年休止、1956年10月15日廃止
- 坂下駅（尼ヶ坂駅 - 森下駅間） 1941年2月24日廃止
- 駅前駅（森下駅 - 大曽根駅間） 1944年休止、1956年10月15日廃止
- 守山口駅（矢田駅 -  守山自衛隊前駅間） 1944年休止、1969年4月5日廃止
- 笠寺道駅（瓢箪山駅 - 小幡駅間） 1944年休止、1969年4月5日廃止
- 小幡原駅（小幡駅 - 喜多山駅間） 1944年休止、1969年4月5日廃止
- 霞ヶ丘駅（大森・金城学院前駅 - 印場駅間） 1944年休止、1969年4月5日廃止
- （旧）印場駅 1944年休止、1969年4月5日廃止
- 聾石駅（印場駅 - 尾張旭駅間） 1942年廃止
- 平池駅（尾張旭駅 - 三郷駅間） 1944年休止、1969年4月5日廃止
- 根ノ鼻駅（三郷駅 - 水野駅間） 1944年休止、1969年4月5日廃止
- 学園前駅（新瀬戸駅 - 瀬戸市役所前駅間）1926–1927年間に廃止

#### 軌道時代の廃止停車場
以下は1921年（大正10年）以前の軌道時代に廃止された停車場。
- 御園（堀川駅 - 本町駅間）
- 柳原（東大手駅 - 清水駅間）
- 師範下（尼ヶ坂駅 - 森下駅間）1915年以前に廃止
- 柳ヶ坪（森下駅 - 大曽根駅間）
- 守山（矢田駅 - 守山自衛隊前駅間）
- 志談味通（大森・金城学院前駅 - 印場駅間）
- 良福寺前（印場駅付近）
- 桜川（瀬戸市役所前駅 - 尾張瀬戸駅間）1915年以前に廃止